# 权力的游戏 (电视剧)
是一部美國中世紀奇幻史詩劇情類型的電視連續劇。該系列連續劇由大衛·貝尼奧夫和D·B·魏斯替HBO創作。劇情改編自喬治·R·R·馬丁的奇幻小說系列《冰與火之歌》。該劇集於貝爾法斯特及英國他處拍攝和製作，拍攝地點還包括加拿大、克羅地亞、冰島、馬耳他、摩洛哥和西班牙。該系列的劇集於2011年4月17日在HBO開播，至2019年5月19日完結，播出了八季，共73集。在2011年4月19日，第一季第一集首播後，電視台隨即簽約拍攝該劇的第二季。
《權力遊戲》遵循著幾個故事線發展，因此有多個情節和一個大型演員劇組。該劇設定於虛構的維斯特洛與厄斯索斯大陸上，其中一段有關維斯特洛與七個王國的鐵王座的故事線，是隨著貴族朝代中合縱連橫之脈絡，一方面爭奪王位、另一方爭取獨立。劇情另一面聚焦於該被廢除的統治王朝之末裔，他被流放並計劃重奪王位；另一故事線則沿著守夜人，捍衛領土免受北方兇猛民族和傳奇生物侵害的兄弟手足之情。
《權力遊戲》在HBO上獲得創紀錄的收視率，並擁有著廣泛、活躍且國際化的粉絲群。該系列因其演技、複雜的角色、故事和範圍，以及生產價值而得到評論家的好評，然而，該系列劇集經常使用裸露和暴力（包括性暴力）內容而獲致批評，最後一季劇集亦因其濃縮故事及創造性的決定，而進而大受撻伐，許多人認為這是令人失望的結論。
獎項方面，該劇集獲得58項《黃金時段艾美獎》，這是連續劇系列中最多的一個，包括2015年、2016年、2018年和2019年的傑出劇集系列。該劇的其他獎項和提名包括三項《雨果獎最佳戲劇表演獎》（2012年至2014年）、2011年的《皮博迪獎》，以及《金球獎最佳電視連續劇—劇情片》的五項提名（2012年及2015年至2018年）。在2019年，該劇集的最後一季創下了當年任何常規系列劇集所獲得最多的艾美獎提名的新紀錄，達到32項，打破了1994年由《紐約重案組》長達25年的26項提名紀錄，同時，使《權力遊戲》成為獲得最多艾美獎提名的電視連續劇，總數達到161項。
在劇組演員中，彼特·丁拉基於《黃金時段艾美獎》中贏得四次傑出劇集男配角（2011、2015、2018及2019年），並憑藉提利昂·蘭尼斯特的角色表現獲得2012年金球獎劇集系列、迷你劇集或電視電影最佳男配角獎。而阿爾菲·阿倫、關朵琳·克莉絲蒂、艾美莉·克拉克、尼古拉·高斯達-華竇、蓮娜·赫迪、傑·夏寧頓、蘇菲·特納、戴安娜·瑞格、卡莉絲·范·荷登、麥斯·馮·西度及梅西·威廉斯也因其表現獲得《黃金時段艾美獎》的提名。

## 劇情
《權力遊戲》大致是根據小說《冰與火之歌》的故事線情節，故事背景設置於虛構的維斯特洛七王國及厄斯索斯大陸。該系列記錄了該領域貴族爭奪鐵王座的激烈王朝鬥爭，而其他家庭則為爭取獨立而鬥爭。它也在冰冷的北部和東面的厄斯索斯面臨更多威脅。
節目主理人大衛·貝尼奧夫（David Benioff）開玩笑稱「中土大陸的人在江湖」是《權力遊戲》的歇後語，所指的是在魔法與龍的幻想環境中的暗色調和其充滿陰謀的情節。在2012年的一項研究中，在最近的40部電視劇裡，《權力遊戲》在每集死亡人數中排名第二，平均死亡人數為14人。原著小說的作者喬治·R·R·馬丁表示該劇非常忠於自己的作品。

## 演員
《權力遊戲》的內容所涵蓋之龐大的世界觀，讓其演員陣容估計是電視上最大的。2014年，幾位演員的合同得到重新傾談，以包括第七季的選項。據報導，他們的加薪使他們成為有線電視中收入最高的演員。在2016年，幾位演員的合同再度重新傾談。據報導，在過去兩季劇集中，五個主要演員的薪酬提高至每集100萬美元，使他們成為電視上收入最高的演員。

## 製作

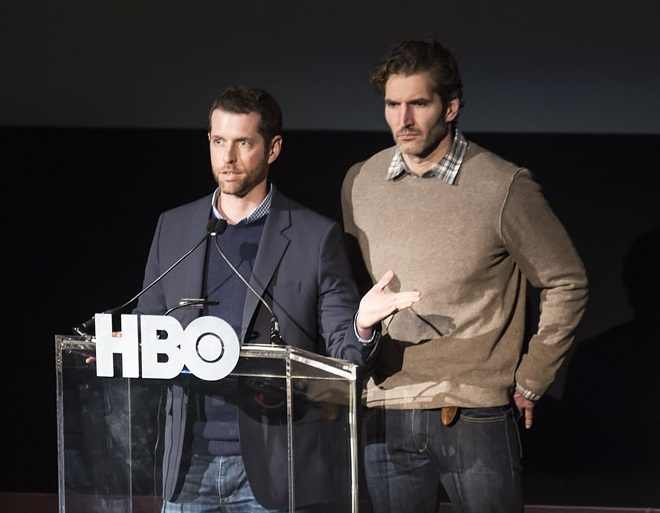
節目主理人D·B·魏斯與大衛·貝尼奧夫創作了該系列劇集，寫下了大部分情節並執導了幾集。

### 構想和發展
2006年1月，大衛·貝尼奧夫（David Benioff）與喬治·R·R·馬丁的文學代理人就其代表的作品進行電話交談，他指自己年輕時就是幻想小說的粉絲，並開始對《冰與火之歌》感興趣，但以前從未看過這些小說。那文學代理人後來給貝尼奧夫寄來該系列的前四集。貝尼奧夫讀了首部曲《權力遊戲》的幾百頁，並跟D·B·魏斯分享了他的熱愛，並建議他們將馬丁的小說改編成電視劇集系列；魏斯「也許在36個小時」內完成了第一部小說。他們跟馬丁（他自身亦為資深編劇）在聖莫尼卡大道上的一家餐廳會面五小時之後，向HBO推介該系列。根據貝尼奧夫的說法，他們以回答馬丁的問題來贏了他：「誰是瓊恩·雪諾的母親？」
在跟貝尼奧夫（Benioff）和魏斯（Weiss）接觸之前，馬丁曾跟其他編劇進行過其他會議，他們當中大部分都希望把該系列改編為故事片。然而，馬田認為這部電影是「不能拍攝的」，並且沒有可能作為故事片來完成，他指自己的一部小說的長度就如《魔戒》那般長，那就需要改編為三部故事片。同樣，貝尼奧夫也表示，把小說轉變為故事片是不可能的，因為小說的規模對於故事片來說太大了，必須丟棄數十個角色。貝尼奧夫補充說：「由一家大型工作室資助的這部幻想電影，幾乎肯定需要PG-13的等級。那就意味著沒有性，沒有血腥，沒有褻瀆的語言。他媽的。」馬田本人對他們將其改編為HBO系列的建議感到很高興，說自己「從沒有想過它能走到其他地方」。「我知道它不能成為網絡電視連續劇來完成。它太成年了，性與暴力的程度從來沒有經歷過。」
《權力遊戲》的電視連續劇從2007年1月開始製作，HBO獲得了原著小說的電視轉播權，貝尼奧夫和魏斯成為其執行製片人，而馬丁是其聯合執行製片人。他們原意為每一部小說的內容都涵蓋著該季度劇集的情節。最初，馬丁都會寫每季的一集，而貝尼奧夫及魏斯則會完成其餘的情節。珍·埃斯普森和布萊恩·科格曼（Bryan Cogman）後來加入到第一季中，每人各寫一集。
貝尼奧夫和魏斯的試播劇本的初稿和次稿分別於2007年8月及2008年6月提交。儘管HBO都喜歡這兩個草稿，直到2008年11月才下令試播；然而2007年－2008年美國編劇協會大罷工可能讓這進度延遲。該試播劇集《凜冬將至》於2009年首次拍攝；在私人觀看中收視不佳之後，HBO要求進行大範圍重新拍攝（大約90％的情節，並作導演變動）。
據報導，該試播花費了HBO的製作成本為$500萬至$1,000萬美元，而第一季的預算估計為$5,000至$6,000萬美元。在第二季中，該系列於《黑水》裡進行的高潮之戰中，預算增加了15％（預算為$800萬美元）。在2012年至2015年間，每集的平均預算從$600萬美元增加到「至少」$800萬美元。第六季預算每集超過$1,000萬美元，整個季數的總收入超過了$1億美元，並創造了一系列記錄。

#### 主題
該系列因被視為中世紀現實主義而廣受讚譽。喬治·R·R·馬丁著手使故事更像是歷史小說，而不是當代奇幻，對魔術和巫術的關注程度更低，而著重於對戰鬥，政治陰謀和人物之訊息關注，他們認為在史詩般的幻想類型中，應適當使用法術。馬丁曾指「人類歷史的真正恐怖並非來自半獸人與黑暗之王，而是來自我們自身。」
幻想類型的共同主題是善惡之爭，馬田說這並不能反映現實世界。就像人們在現實生活中善惡的能力一樣，馬田探討了救贖和性格改變的問題。該系列節目讓觀眾可以從他們的角度觀看不同的角色，有別於其他奇幻劇，因此所謂的惡棍可以提供他們在故事中的一面。貝尼奧夫說：「喬治把殘酷的現實主義帶進了高度幻想。他將灰色調引進到黑白的宇宙。」
在早期的季度裡，在《冰與火之歌》小說的影響下，主角群經常遇害，這歸因於觀眾之間日益緊張的氣氛。在後來的季度裡，影評人指出，某些角色在不太可能的情況下，為了生存而發展出「劇情裝甲」，並將其歸因於《權力遊戲》跟小說的偏離，變得更像傳統的電視連續劇系列。該系列還反映出戰爭中的大量死亡率。

#### 靈感和衍生
儘管第一季的劇情緊隨第一部小說的事件，但季度的後段卻發生了重大變化。根據大衛·貝尼奧夫的說法，電視改編是「關於整個系列的改編，和遵循喬治為我們繪製的地圖，並達到了重要的里程碑，但不一定在沿途上的每個站都停下來。」
小說及其改編作品都以其設定、人物以及歐洲歷史上的事件情節為基礎。維斯特洛的大部分讓人想起中世紀中期的歐洲，從來自不同的土地和文化到宮廷的陰謀、歐洲封建制度、城堡和騎士比武。小說的主要靈感源自1455年–1485年的英語小說《玫瑰戰爭》，講述蘭開斯特王朝與約克王朝之間，反映在馬丁的蘭尼斯特家族與史塔克家族。詭計多端的塞爾塞·蘭尼斯特讓人想起「法國女狼人」之稱的法蘭西的伊莎貝拉（1295年－1358年）。正如莫里斯·德魯恩的歷史小說系列《被詛咒的國王》所述，她和她的家人是馬丁的主要靈感來源。
其他歷史先例的系列元素，包括哈德良長城（劇中之絕境長城）、羅馬帝國以及亞特蘭提斯的傳說（古代的瓦萊里亞）、拜占庭希臘火（野火）、維京時代的冰島語的薩迦（鐵人們）、蒙古征戰（多薩基海）、百年戰爭及意大利文藝復興。該系列之所以受歡迎，部分原因是馬田把這些元素融合到架空歷史小說的無縫可信版本。馬田承認：「我取得了（歷史記錄），並記下了序列號，然後我把它調至最大極限。」

#### 寫作

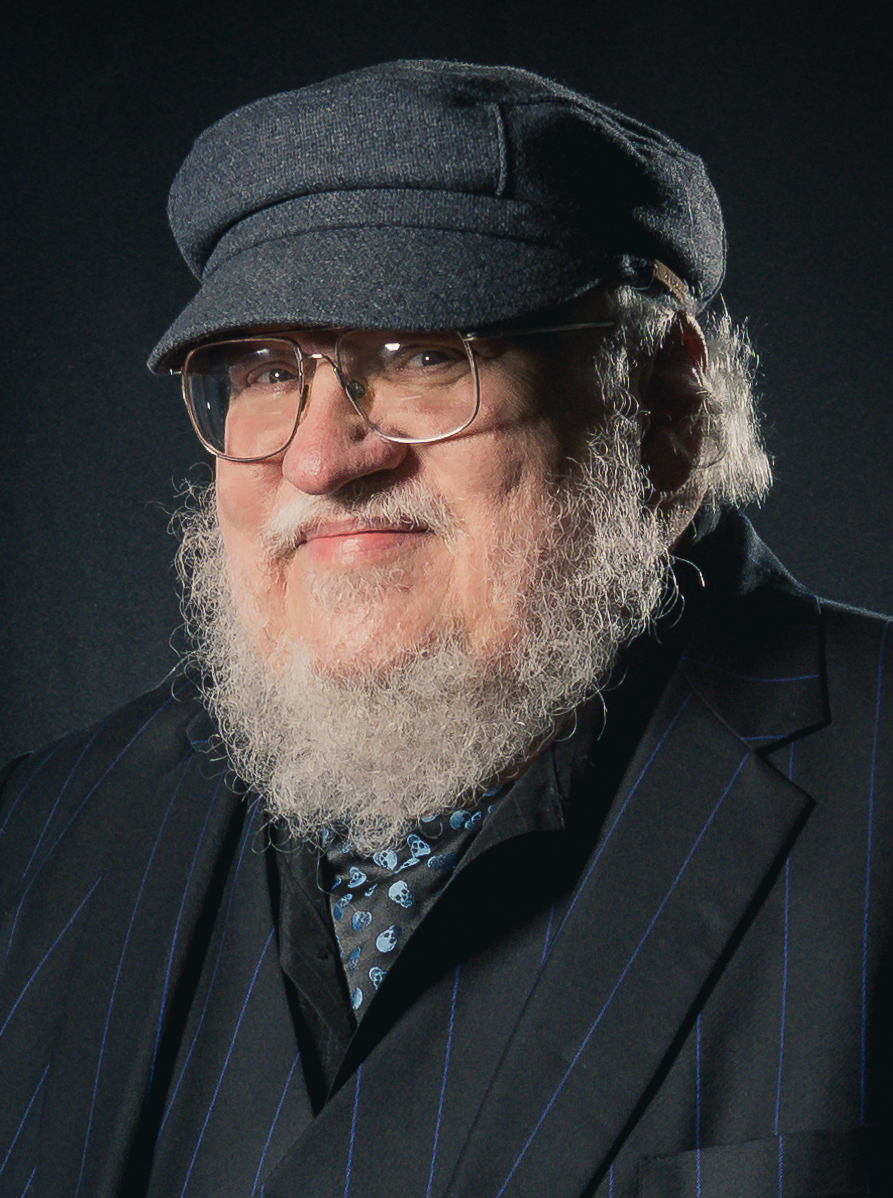
《冰與火之歌》的作者喬治·R·R·馬田，是該系列劇集的聯合執行製作人，並在首四個季度中的每一季寫下一集。

《權力遊戲》於六個季度裡聘用了七名作家。系列創作者大衛·貝尼奧夫及節目主理人D·B·魏斯，都為每個季度寫了大部分情節。《冰與火之歌》的作者喬治·R·R·馬丁於首四個季度中，每一季各寫一集，然而他沒有為後來的季度再寫，因為他想集中精力完成第六部小說《凜冬的寒風》。珍·埃斯普森以自由作者的身分合寫了第一季的集數。
最初是該系列劇本協調員的布萊恩·科格曼，被擢升為第五季的製片人。科格曼於首五個季度中至少寫了一集，是貝尼奧夫和魏斯於作家房間中唯一的其他作者。在他被擢升之前，瓦内莎·泰勒（第二季和第三季的作者）跟貝尼奧夫與魏斯緊密合作。戴夫·希爾在擔任貝尼奧夫和魏斯的助理之後，加入了第五季的寫作團隊。儘管馬田並非在作家房間，但他讀了腳本大綱並給出意見。
貝尼奧夫和魏斯有時會為特定作家分配角色；例如，科格曼被分配到第四季的艾莉亞·史塔克。作家們花了數週時間寫下人物輪廓，包括小說中所使用到的甚麼材料，和包羅萬象的主題。這些單獨大綱完成後，他們又花了兩至三週討論每個主要角色的個人故事，並安排他們逐集出現。然後，每個作家都在工作的一部分上為每集創建劇本，以建立詳細的大綱。為第五季寫了兩集劇本的科格曼，花了一個半月的時間來完成這兩個劇本。他們然後給貝尼奧夫和魏斯翻閱並寫下筆記，部分的劇本會被重寫。全部十集的劇本都在開拍之前寫好了，因為它們是由兩個不同國家的電影製作團隊以亂序拍攝的。貝尼奧夫和魏斯（Weiss）每一集都一起寫，其中一個寫了劇本的上半部，而另一個就寫下半部。隨後，他們開始將草稿傳回來做筆記並把部分重寫。

#### 其他
贝尼奥夫笑稱，这部改编的电视剧为「中土大陆的《黑道家族》」，意指其充满阴谋和暗色调的神秘世界设定。尽管HBO的新发展政策是“电影中使用五年前绝对不会采用的拍摄手段”，但传统的严肃奇幻在该剧集中也只是偶然发生的事件，因为HBO项目首席迈克尔·隆巴多认为，故事叙述比暗调魔法和异国背景更加吸引人。
人们把该剧的预算和另一齣电视连续剧《羅馬的榮耀》做过比较。据报道，《权力的游戏》试播已经耗资500万到1,000万美元，第一季的总预算估计为5,000万到6,000万美元。
HBO聘请语言创作协会（Language Creation Society）的语言专家大卫·J·彼得森（David J. Peterson）为电视剧创造出有“独特的发音、超过1,800个词汇和复杂的语法结构”的多斯拉克语。贝尼奥夫和维斯撰写的试播脚本的初稿和次稿，分别在2007年8月和2008年6月完成。HBO发现两者皆合其意，直至2008年11月才把试播确定下来。拖延如此长时间可能是受2007年－2008年美国编剧协会大罢工的影响。
那裡的季節規律為“夏天持续数十年，冬天能持续一辈子”，故事主要講述各大家族之間争夺「鐵王座」的權力鬥爭。在劇集之初，来自維斯特洛北部區域的凜冬冰雪開始靠近，以及狭海以东大陸的威胁逐步加重，加上一些意外，導致整個七大王國開始了一番王權爭鬥；戰爭掀起了一場腥風血雨，每個王者都不擇手段地打算贏得勝利。然而，所有人在互相對抗彼此時，卻對將至之凜冬渾然不知，而原本絕種幾千年的古老死亡“生物”，亦逐步逼近世人。

#### 改編時間表和集數
在《權力遊戲》在第六季比已出版的小說走得快之後，該系列是基於馬丁所提供未來小說的情節概要及原始內容。2016年4月，節目主理人計劃於第六季後再拍攝13集；第七季加七集和第八季加六集。那月下旬，該系列更新續訂為第七季有七集的順序。八個季度都已下令和拍攝，首三季以每頁48秒的速度改編自小說。
| 季度   | 下令          | 拍攝                   | 首播          | 最後播放      | 小說改編                                                                               | 參考                                         |
| ------ | ------------- | ---------------------- | ------------- | ------------- | -------------------------------------------------------------------------------------- | -------------------------------------------- |
| 第一季 | 2010年3月2日  | 2010年下旬             | 2011年4月17日 | 2011年6月19日 | 《權力遊戲》                                                                           | [ 77 ]                                       |
| 第二季 | 2011年4月19日 | 2011年下旬             | 2012年4月1日  | 2012年6月3日  | 《烽火危城》和《劍刃風暴》的早期章節                                                   | [ 78 ] [ 79 ]                                |
| 第三季 | 2012年4月10日 | 2012年7月—11月         | 2013年3月31日 | 2013年6月9日  | 大約是《劍刃風暴》的首2/3部分                                                          | [ 80 ] [ 81 ] [ 82 ] [ 83 ] [ 84 ]           |
| 第四季 | 2013年4月2日  | 2013年7月—11月         | 2014年4月6日  | 2014年6月15日 | 《劍刃風暴》的其餘1/3部分，及《群鴉盛宴》和《與龍共舞》的一些元素                      | [ 85 ] [ 86 ] [ 87 ] [ 88 ]                  |
| 第五季 | 2014年4月8日  | 2014年7月—12月         | 2015年4月12日 | 2015年6月14日 | 《群鴉盛宴》、《與龍共舞》的原創內容，以及《劍刃風暴》的後期章節和《凜冬的寒風》的元素 | [ 89 ] [ 90 ] [ 91 ] [ 92 ] [ 93 ]           |
| 第六季 | 2014年4月8日  | 2015年7月—12月         | 2016年4月24日 | 2016年6月26日 | 《凜冬的寒風》的原始內容和大綱，以及《群鴉盛宴》和《與龍共舞》的一些後期元素           | [ 89 ] [ 94 ] [ 95 ] [ 96 ]                  |
| 第七季 | 2016年4月21日 | 2016年8月 – 2017年2月  | 2017年7月16日 | 2017年8月27日 | 《凜冬的寒風》及《春曉的希望》的原始內容和大綱                                         | [ 73 ] [ 74 ] [ 75 ] [ 95 ] [ 97 ]           |
| 第八季 | 2016年7月30日 | 2017年10月 – 2018年7月 | 2019年4月14日 | 2019年5月19日 | 《凜冬的寒風》及《春曉的希望》的原始內容和大綱                                         | [ 95 ] [ 98 ] [ 99 ] [ 100 ] [ 101 ] [ 102 ] |

該系列的首兩季各改編了一本小說。在後來的季度中，其創作者把《權力遊戲》視為《冰與火之歌》的整體改編，而不是個別小說。這使他們能夠根據屏幕適配要求來於小說中轉移事件。

### 選角
妮娜·金及羅拔·斯特恩（Robert Sterne）都是該系列的主要選角導演。透過試鏡和讀對白的過程，主要演員就集合了。唯一的例外是彼特·丁拉基和辛·般，他們都是作者自始就想要的人選；HBO於2009年5月5日公布了試播章節中提利昂·蘭尼斯特的扮演人選為彼特·丁拉基以及該集的導演湯瑪士·麥卡菲。他們於2009年宣布加入試播。不久，IMDB上有人惡作劇地編輯了女影星霍莉·瑪麗·庫姆斯的內容 （页面存档备份，存于），暗示她飾演凱特琳·史塔克，但這選角隨後被製片人貝尼奧夫和韋斯否認。同年8月初，HBO公佈了凱特琳·史塔克的飾演人選為詹妮弗·艾莉
。2009年7月19日，HBO進一步地公佈了更多角色的演員，包括早前流傳將演出艾德·史塔克的西恩·賓。
簽約的其他演員，包括飾演瓊恩·雪諾的傑·夏寧頓、傑克·格利森飾演喬佛里·拜拉席恩、哈利·萊特飾演韋賽里斯·坦格利安，及馬克·安迪飾演羅伯特·拜拉席恩
。據節目主理人貝尼奧夫及魏斯稱，由於安迪的試鏡表演，他是該系列中最容易試演的演員。同年8月20日，更多的選角獲公布，包括
試演中的一些角色在第一季易角：卡特琳·史塔克一角原是由詹妮弗·艾莉飾演，但該角色重新安排由蜜雪兒·費爾利飾演；在試播章節拍攝完成後，整部劇集的拍攝正式開始，HBO公布原本飾演凯特琳·史塔克的詹妮弗·艾莉改為蜜雪兒·費爾利，妲津·馬榛玆飾演的丹妮莉絲·坦格利安也被易角，由艾美莉·克拉克頂上
。第一季的其餘演員填補於2009年的下半部
。儘管許多演員在第一季之後回來了，但製片人在接下來的每個季度裡都有很多新角色需要演員飾演。由於出現了大量新角色，貝尼奧夫和韋斯推遲了第二季中幾個關鍵人物的介紹，然後將幾個角色合併為一個，或把劇情的功能分配到不同的角色。這些年來，一些反覆出現的角色被易角，例如：格雷果·克里剛由三個不同的演員飾演，而飾演湯文·巴拉松的迪恩-查爾斯·查普曼還扮演蘭尼斯特的次要角色。
第二季的選角於2011年5月開始。

### 拍攝

#### 拍攝地點

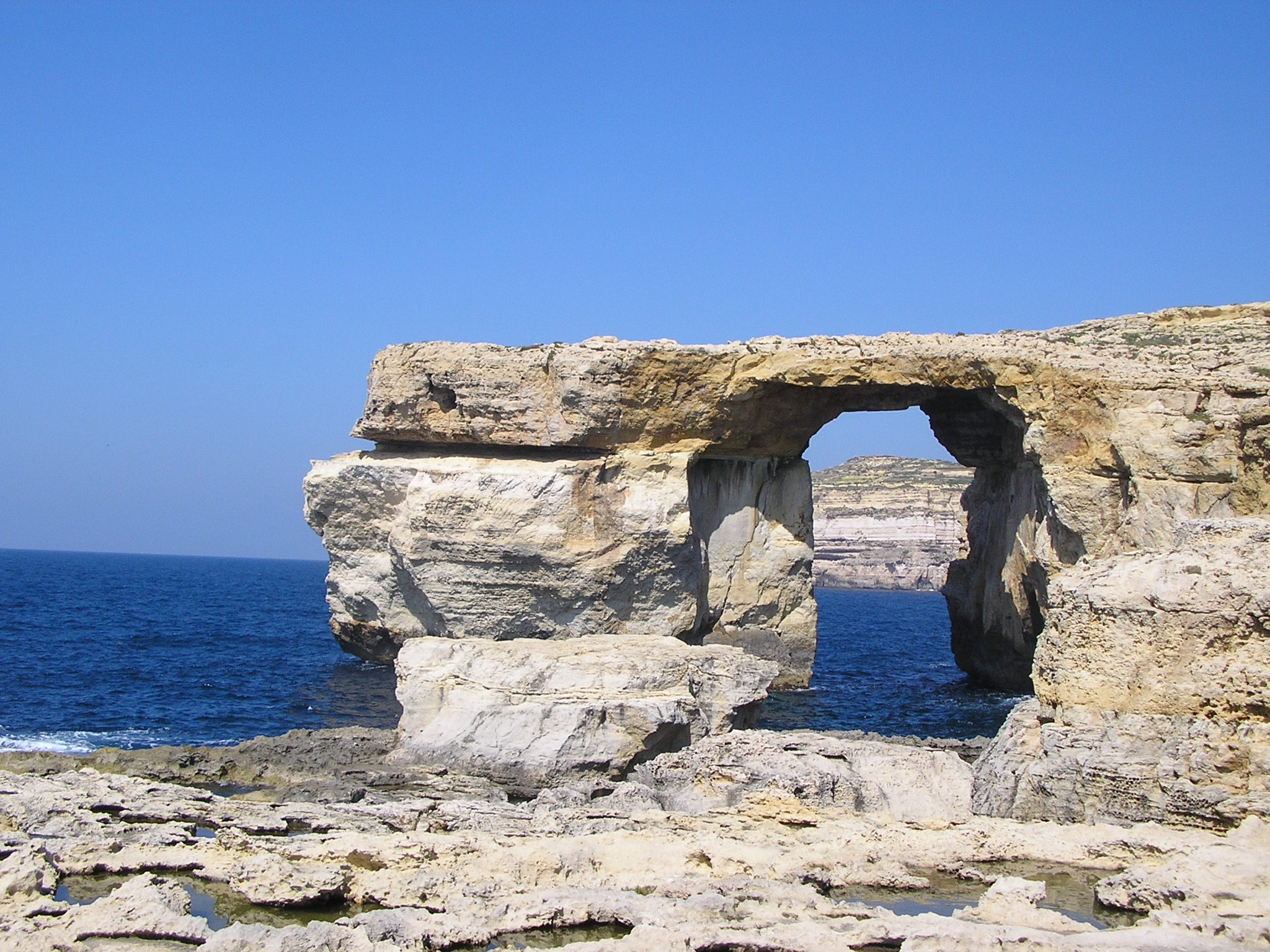
馬耳他的藍窗是第一季劇集中多斯拉克婚禮的拍攝現場。

《權力遊戲》第一季的主體拍攝於2010年7月26日開始，而主要位置是在北愛爾蘭貝爾法斯特的Paint Hall工作室。北愛爾蘭的外景是在蒙恩山脈的桑迪布雷（Sandy Brae）、Ward城堡、聖菲爾德莊園、塔利莫爾森林公園、塚堡及沙恩城堡拍攝。在蘇格蘭斯特靈的杜恩城堡也用於溫特費爾場景的原版試播情節。製片人最初考慮整個系列都在蘇格蘭拍攝，但由於工作室空間有限，故決定選擇北愛爾蘭。
第一季的南部場景於馬耳他拍攝，試播劇集的摩洛哥設定於地點發生了變化。姆迪納的城市被用作國王的登陸地。在2009年最初的試拍時，劇組也考慮在馬諾埃爾堡、馬耳他哥佐島的藍窗、以及聖安東宮、里卡索利堡、聖安吉洛堡，和聖多米尼克修道院（St. Dominic monastery）拍攝。

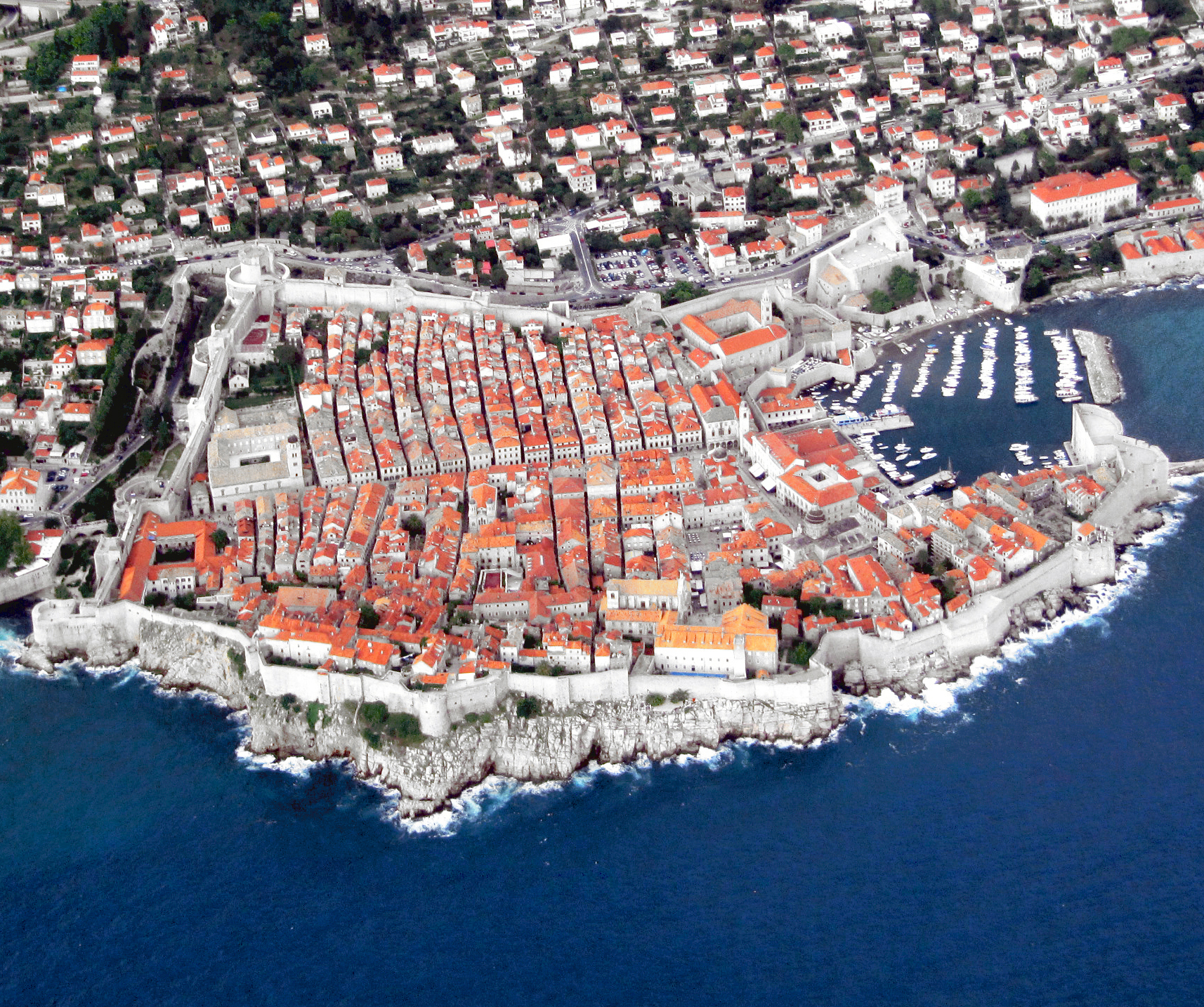
杜布羅夫尼克的城牆在第2季中成為了君臨城。

第二季的南部拍攝場景從馬耳他轉到克羅地亞，杜布羅夫尼克市及鄰近地點，容許對這座有圍牆的沿海中世紀城市進行外部拍攝。杜布羅夫尼克城牆和羅維里耶納克要塞被用作拍攝君臨城的場景，但是一些當地建築物的外觀，例如紅堡（Red Keep）和貝勒大聖堂（Sept of Baelor），都是由電腦合成的。洛克魯姆島，在特羅吉爾沿海城市的聖多米尼克修道院，杜布羅夫尼克總督宮，及杜巴克採石場（向東幾公里）都用作魁爾斯（Qarth）的場景。2011年11月，劇組於冰島拍攝弗羅斯特芳斯（Frostfangs）和在第一個人拳頭的隔離牆以北場景，那是位於鄰近斯米爾拉柏格（Smyrlabjörg）的瓦特納冰原，鄰近斯卡夫塔費德的斯維納（Svínafellsjökull）冰川，以及鄰近冰島維克的米達爾斯冰原冰川。

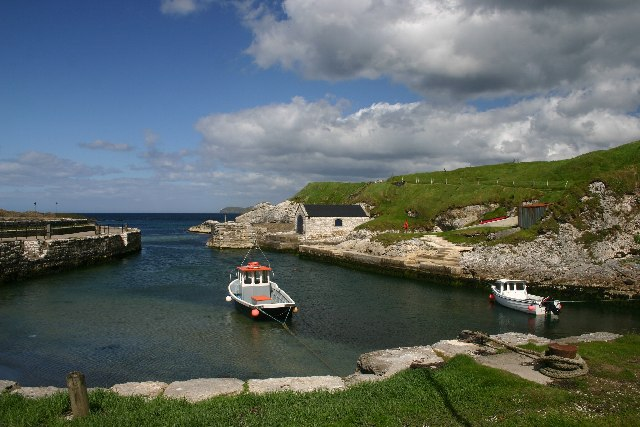
巴林托伊海港被打造為鐵群島的君王港。

第三季的製作又回到了杜布羅夫尼克、杜布羅夫尼克城牆、洛夫里耶納克堡，以及用於拍攝君臨城和紅堡的附近地點。新的拍攝地點—特雷斯蒂諾樹木園，是君臨城裡泰瑞爾的花園。第三季也回到摩洛哥（包括索維拉的城市）來拍攝在埃索斯（Essos）中丹妮莉絲（Daenerys）的場景。黑暗城堡熔岩群和冰島米湖的洞穴也有被使用。有一個與真熊拍攝的場景於洛杉磯進行。製作方面使用了三個單位（龍、狼和渡鴉）並行拍攝，過程涉及六個導演小組、257位演員和703個劇組人員。
第四季的製作又回到杜布羅夫尼克，其中包括一些新地點，包括施普利特的戴克里先宮、北邊的克利斯要塞、東邊的秘魯採石場，摩索山脈和再往南走的巴什卡沃達。冰島的辛格維勒國家公園曾被用作拍攝布蕾妮與獵犬之間的鬥爭。拍攝為期136天，並於2013年11月21日結束。第五季新增了西班牙西維爾，還有西班牙的哥多華，用於多恩。
至於第六季，拍攝始於2015年7月，並回到西班牙，在納瓦拉、瓜達拉哈拉省、西維爾、阿爾梅里亞、基羅納和佩尼伊斯科拉。拍攝也回到克羅地亞的杜布羅夫尼克。第七季的七集於2016年8月31日開始拍攝，劇組於貝爾法斯特的鐵達尼工作室（Titanic Studios）進行拍攝，以及在冰島、北愛爾蘭和西班牙許多地方進行其他的拍攝，包括西維爾、西班牙卡塞雷斯、阿爾莫多瓦-德爾里奧、桑蒂蓬塞、蘇馬亞和貝爾梅奧。該系列還在杜布羅夫尼克拍攝，用於描述君臨城的其他地方。為確保某些歐洲地區的冬季天氣而必需拍攝持續到2017年2月底。

#### 地點的影響
《權力遊戲》是由北愛爾蘭屏幕資助，那是由北愛爾蘭投資及歐洲區域發展基金資助的英國政府機構。截至2013年4月，北愛爾蘭投資為該系列提供了£925萬英鎊（約$1,437萬美元）；據政府估計，這為北愛爾蘭經濟帶來了£6,500萬英鎊（約$1.0095億美元）的收益。
愛爾蘭旅遊局以《權力遊戲》為主題的營銷活動，這類似於新西蘭跟托爾金相關的廣告。北愛爾蘭投資與北愛爾蘭旅遊局也希望該系列能夠產生旅遊收益。根據范愛玲的說法，該系列劇集為北愛爾蘭提供了有史以來最非政治性的宣傳。《權力遊戲》和其他電視連續劇的製作也促進了北愛爾蘭的創意產業的發展，在2008年至2013年之間它們為藝術，娛樂和休閒工作估計貢獻了12.4％的增長（相比同期英國其他地區的4.3％）。2018年9月，HBO宣布計劃將拍攝結束後的北愛爾蘭的地區，於2019年開放成為旅遊景點。
其他地區的旅遊組織報告指，他們的地點出現於《權力遊戲》後，預訂量增加了。2012年，杜布羅夫尼克於LateRooms.com上的預訂增加了28％，而冰島增加了13％。翌年，摩洛哥瓦爾扎扎特的預訂量增長了一倍（第三季丹妮莉絲的演出地點）。《權力遊戲》被認為是冰島旅遊業蓬勃發展的重要因素，對冰島的經濟產生了重大影響。2015年，遊客人數增加了30％，2016年又增加了40％，預計到2016年最終人數將達到240萬人次，佔該國人口的7倍左右。然而，杜布羅夫尼克旅遊業的增長，估計《權力遊戲》佔其多年來多年年均增長的一半，導致人們對「過度旅遊」的擔憂，使其市長限制該市的遊客人數。

### 執導
《權力遊戲》的幾個季度裡包括了四至六名導演，他們通常都以背對背的形式拍攝。阿倫·泰勒執導了七集，是該系列中最多的一個。阿歷克斯·格雷夫斯、戴維·納特、馬克·邁洛德和傑里米·波德斯瓦分別執導了六集；丹尼爾·米納漢執導了五集；而蜜雪兒·麥勞倫、阿里克·薩哈羅夫及米格爾·薩波奇尼克每人執導了四集，而麥勞倫還是整個系列中唯一的女性導演。布萊恩·柯克在第一季中執導了三集，而提姆·范恩·派頓執導了該劇集的前兩集。尼爾·馬歇爾執導了兩集，均帶有大型的戰鬥場面：「黑水之戰」和「城牆上的看守者」。其他的導演有：傑克·本德、大衛·彼得拉卡、丹尼爾·薩克海姆、米高·斯洛維斯和馬特·沙克曼。貝尼奧夫和魏斯一起執導了兩集，但每集只記了一個名稱，並由擲銀後決定的。

### 技術方面
阿里克·薩哈羅夫是試播時的攝影師。該系列有許多攝影師，並獲得７項黃金時段艾美獎單攝影機系列傑出攝影獎（一小時）的提名。奧諾·諾里·奧特（Oral Norrey Ottey）、弗朗西斯·帕克（Frances Parker）、馬丁·尼科爾臣（Martin Nicholson）、克里斯平·格林（Crispin Green）、添·波特和凱蒂·韋蘭德（Katie Weiland）已編輯了該系列的不同集數。韋蘭德於2015年獲得《黃金時段艾美獎》的黃金時段艾美獎戲劇系列單機攝影出色獎。

### 製作設計

#### 服裝
米歇爾·克萊普頓是《權力遊戲》首五季的劇裝設計師，隨後她由愛普·費利取代。克萊普頓以第七季服裝設計師的身份重返系列的崗位。

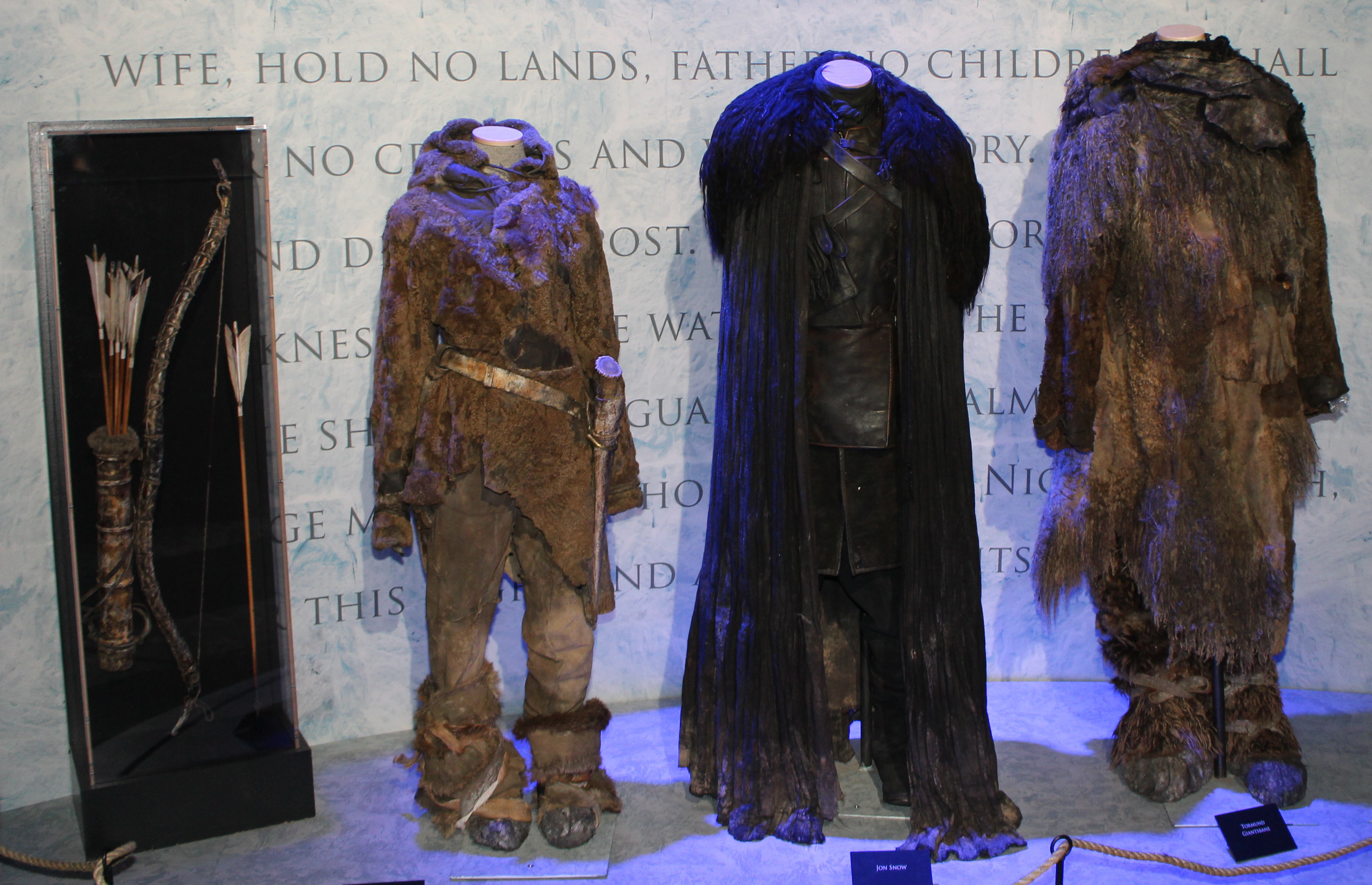
伊格里特、喬恩·雪諾和巨人克星托蒙德的服飾，反映出他們所身處的惡劣氣候。

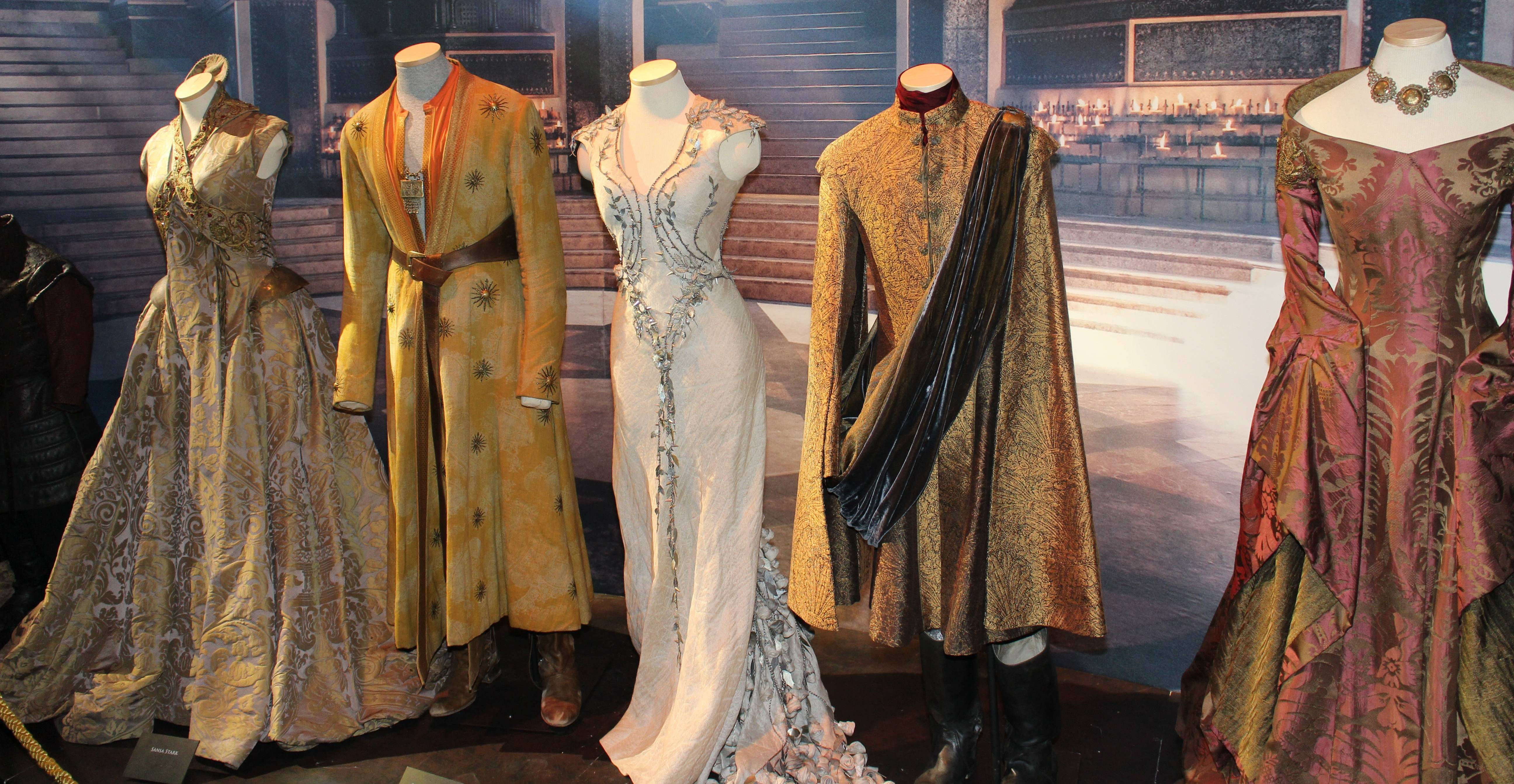
在君臨城的皇家宮廷所穿著的禮服，以顯示穿著者的財富和地位。

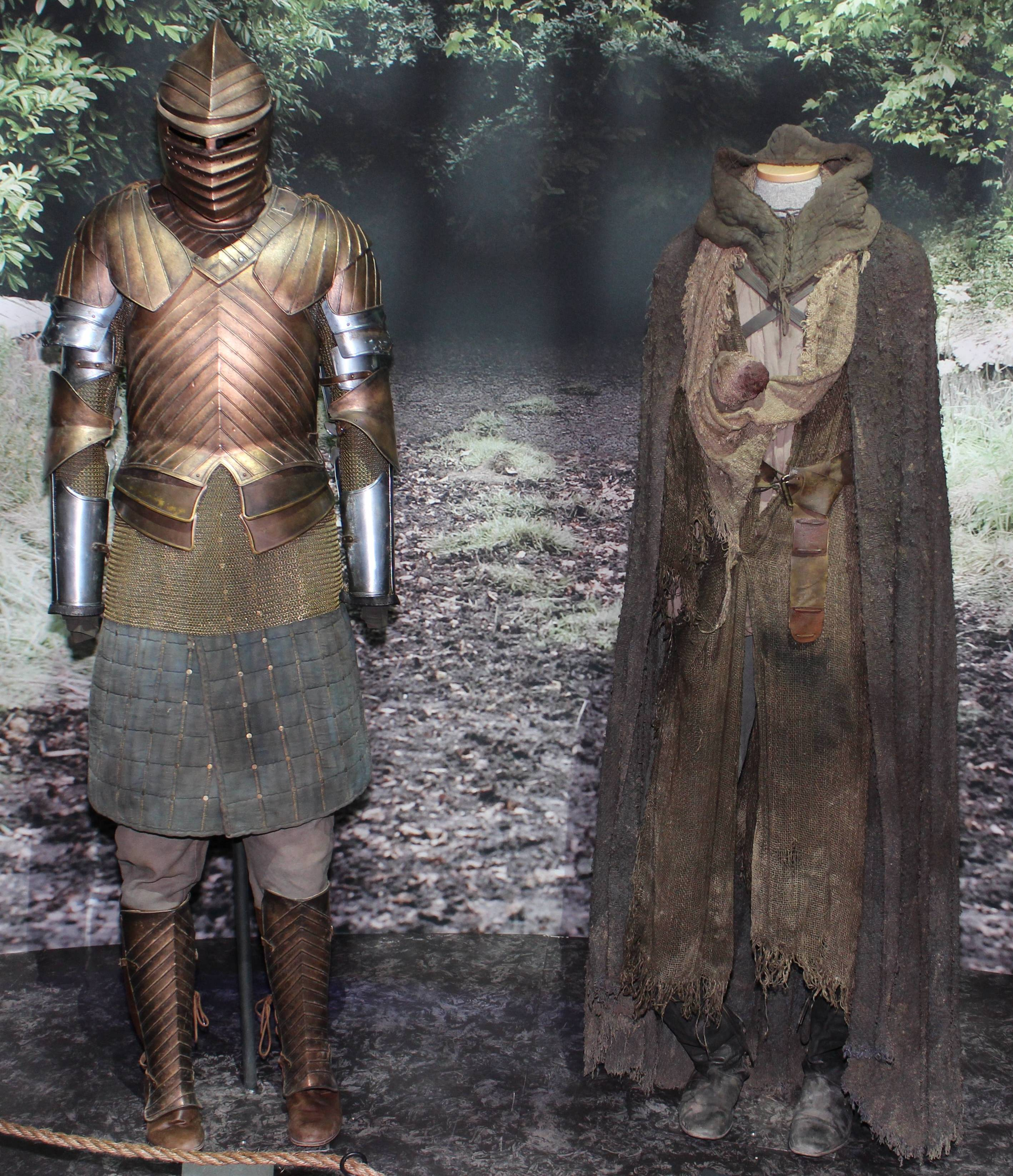
該系列的功能性武器和裝甲，就如布蕾妮·塔斯（左方）的那一套，都是為該系列而製造的。

該系列中使用的服裝從從許多來源中汲取靈感，例如日本盔甲及波斯盔甲。多斯拉克禮服類似於貝都因人的服裝（其中一個是用魚皮製成的，類似於龍鱗），而野人就如因纽特人那樣穿著動物皮毛。野人的骨頭裝甲由實際骨骼的模具製成，並使用類似於羊腸線的線和乳膠組裝而成。儘管飾演「野人」和「守夜人」的演員通常戴著帽子（正常在寒冷的天氣下），主角成員通常不會這樣做，以利觀眾識別。碧玉的亞歷山大·麥昆高領裙受到瑪格麗·泰瑞爾的漏斗領服裝的啟發，而娼妓的服裝為易於除脫而設計。所有使用過的衣服都使用了兩個星期，因此在高清電視上看起來很現實。
眾女演員使用了大約兩打假髮。那些假髮由人類頭髮製成，長度達61（2英尺），每個假髮的價格都高達7,000美元，並能夠如真髮一樣被清洗和造型。然而戴假髮是很費時的事，就如艾美莉·克拉克，大約需要兩個小時才能把她的深褐髮染至淡金黃色假髮配上辮子。而其他演員，例如傑克·格利森和蘇菲·特納，他們都需要經常染髮。對於像丹妮莉絲（克拉克）和她的多瑟基（Dothraki）等的角色，他們的頭髮、假髮和服飾都經過加工，使它看起來好像有好幾個星期已沒有洗過了。

#### 化妝
在首三個季度中，保羅·恩格倫是《權力遊戲》的主要化妝設計師和修復化妝師，其他的化妝師梅利莎·拉克斯汀（Melissa Lackersteen）、科納·奧沙利文及羅布·特倫頓（Rob Trenton）。在第四季開始，恩格倫的團隊由珍·沃克及其團隊取代，該團隊由安·麥伊恩（Ann McEwan）及巴利（Barrie）和莎拉·高爾（Sarah Gower）組成。

### 視覺特效
《權力遊戲》系列中有大量的視覺效果。HBO在第一季聘請了英國的BlueBolt和愛爾蘭的Screen Scene來製作。大多數環境構建都是以2.5D投影來完成的，讓觀眾獲得透視圖之餘，同時又可以防止編程過於繁瑣。2011年，第一季的結局《火與血》，獲提名到黃金時段艾美獎的「傑出視覺特效」。
由於在隨後季度的特效變得更加複雜（包括電腦圖像的生物，火焰和水），來自德國的Pixomondo成為了視覺效果的主要製作人；其12個工場中的9個都為第二季作出貢獻，其中以史特加為首。場景也由英國的Peanut FX、加拿大的Spin VFX，以及美國的Gradient Effects製作。瓦拉爾莫古利斯和瓦拉爾多哈里斯分別在2012年和2013年獲得Pixomondo黃金時段艾美獎最佳特殊視覺效果獎。
在第四個季度，HBO把德國的Mackevision加入到項目中。到第四季結局《兒童》榮獲2014年艾美獎的「視覺效果獎」。第四季的其他製作人包括加拿大的Rodeo FX，德國的Scanline VFX和美國的BAKED FX。在第四季和第五季中，青春期龍的肌肉和翅膀運動主要是基於雞隻。Pixomondo保留了一個由22至30個人組成的團隊，專門研究可視化丹妮莉絲·坦格利安的龍，平均每季的製作時間為20—22個星期。在第五季，HBO將美國的瘋馬特效（Crazy Horse Effects）及加拿大的圖像引擎納入了主要視覺效果製作者名單。

#### 片頭
該系列的片頭是由製作工作室Elastic為HBO創建的。創意總監安格斯·沃爾及他的合作者獲得了2011年黃金時段艾美獎的「主要標題設計獎」，其中他們描繪了該系列的虛構世界的三維地圖。該地圖投影在一個球體的內部，它在環形球儀被小太陽集中照射。當相機在地圖上移動時，它專注於劇集事件發生的位置，發條機制交織並允許建築物和其他結構從地圖上浮現出來。伴隨著權力遊戲主題音樂，主要演員和劇組創意人員的姓名會出現。大約90秒鐘後，序列會以標題卡和簡短的片頭來顯示該劇的作者及導演。隨著故事的進行，其結構也發生了變化，新的位置取代了那些功能不太突出或根本沒有的功能。

### 音樂

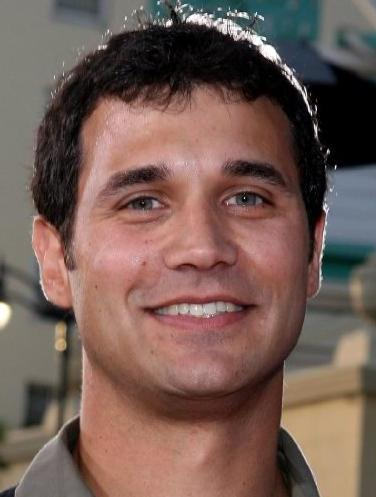
拉敏·賈瓦帝為《權力遊戲》撰寫配樂。

該系列的配樂由拉敏·賈瓦帝作曲。第一季的原聲帶大約在首播十個星期前完成，並由瓦雷澤薩拉班德唱片於2011年6月發行。隨後各季的原聲配樂專輯經已發行，當中包括了國民樂隊、保持穩定樂隊及席格若斯。賈瓦帝為每個主要家族以及一些主角創作了主題音樂。主題可能會隨著時間而演變，丹妮莉絲·坦格利安的主題音樂從細小的開始，然後在每季之後變得更加有力。她的主題首先從單一種樂器—大提琴開始，賈瓦帝後來把它結合更多的樂器。

#### 音效設計
在電視連續劇中不尋常的是，音效團隊收到一個完整季度的粗略剪輯，並以十個小時故事片的形式呈現。儘管第一季和第二季的音效團隊有所不同，但自此是由一個團隊一直負責著音效項目。對於該系列的血腥音效，團隊經常使用到臆羚皮。對於龍的尖叫，交配中的烏龜、海豚、海豹、獅子和鳥的聲音已經使用過。

### 語言
《權力遊戲》中的維斯特洛角色都是操英式口音的英語，經常（但不一致）對應於維斯特洛英語地區的角色。北部地區的愛達德·史塔克以其飾演者肖恩·比恩斯北方本地口音說話，而南部領主泰溫·蘭尼斯特（Tywin Lannister）說話帶有南方的口音，而多恩（Dorne）的一眾角色都是操西班牙口音的英語。維斯特洛人的外來者通常帶有非英式的口音。
維斯特洛的「通用語」基本對應現實世界的現代英語，然而製片人指出，語言學家大衛·J·彼得森曾根據小說中的幾個單詞構建虛構的（架空世界的）瓦雷利亞語言，以及多斯拉其語的人工語言等；多斯拉其語和瓦雷利亞語的對話通常配以英語字幕。根據報導，在該系列中的虛構語言，與威爾斯語、愛爾蘭語及蘇格蘭蓋爾語等現今處於弱勢的幾門語言相較，甚至擁有更高的能見度。

## 播映

### 廣播
《權力遊戲》於2011年4月17日由HBO於美國首播，及於美國的同一時間或幾星期（或幾個月）後由其子公司或收費電視服務於其他國家播出。播映《權力遊戲》的廣播公司包括澳洲的福斯展示櫃；加拿大的展示櫃、加拿大HBO及超級屏幕；拉丁美洲的拉丁美洲HBO；紐西蘭的蘇毫及首要，以及英國及愛爾蘭的天空大西洋。該劇亦於希臘、阿拉伯世界、以色列、法國、意大利、德國及奥地利播映。該系列的首集於2011年5月8日星期日在巴西當地的HBO頻道首播
。作為HBO GO的市場策略的一部分，其訂閱用戶可於電視播映每集前的一周觀看該集的簡介內容。
該系列劇集於2014年開始在中國央視上播出，按照中國審查西方電視連續劇的慣例，以防止《人民日報》所稱的「負面影響和潛在的安全隱患」，該劇集經過了大量編輯，以消除性暴力場面。這導致觀眾投訴餘下的內容沒有連貫性。

### 全球播映頻道
| 國家及地區     | 頻道                                       |
| -------------- | ------------------------------------------ |
| 阿尔巴尼亚     | Top Channel, Fox Life                      |
| 阿拉伯国家联盟 | OSN Series                                 |
| 阿根廷         | HBO                                        |
|                | Showcase                                   |
| 奥地利         | Sky Atlantic HD, TNT Serie, RTL II         |
|                | HBO                                        |
| 比利时         | 2BE, beTV, Prime, La Deux                  |
| 玻利维亚       | HBO                                        |
|                | HBO                                        |
| 巴西           | HBO                                        |
| 保加利亚       | HBO                                        |
| 加拿大         | HBO Canada, Super Écran, Showcase          |
| 智利           | HBO                                        |
| 中国大陆       | 中央电视台、上海电视台、腾讯视频、HBO Asia |
| 哥伦比亚       | HBO                                        |
|                | HBO                                        |
|                | HBO                                        |
| 賽普勒斯       | NovaCinema 1, NovaCinemaHD                 |
| 捷克           | HBO                                        |
| 丹麦           | HBO Nordic, C More, TV3                    |
|                | HBO                                        |
| 爱沙尼亚       | Fox Life, ETV2                             |
| 芬兰           | HBO Nordic, C More, Yle TV2                |
| 法國           | OCS Choc, Canal+                           |
| 德国           | Sky Atlantic HD, TNT Serie, RTL II         |
| 希腊           | NovaCinema 1, NovaCinemaHD                 |
|                | HBO Latin America                          |
| 匈牙利         | HBO                                        |
| 香港           | HBO Asia                                   |
| 冰島           | Stöð 2                                     |
| 印度           | HBO                                        |
| 印度尼西亞     | HBO Signature                              |
| 愛爾蘭         | Sky Atlantic                               |
| 以色列         | Yes Oh                                     |
| 義大利         | Sky Cinema 1, Rai 4                        |
| 日本           | Star Channel (Japan)                       |
| 拉脫維亞       | Fox Life, Sony TV Baltic                   |
| 立陶宛         | Fox Life, BTV                              |
| 北馬其頓       | HBO                                        |
| 马来西亚       | HBO Asia                                   |
| 墨西哥         | HBO                                        |
| 摩尔多瓦       | HBO                                        |
| 蒙特內哥羅     | HBO                                        |
| 莫桑比克       | M-net                                      |
| 荷蘭           | HBO Nederland, RTL 4                       |
| 新西兰         | SoHo, Prime                                |
| 奈及利亞       | M-Net                                      |
| 挪威           | HBO Nordic, C More, NRK                    |
| 巴拿马         | HBO                                        |
| 秘魯           | HBO                                        |
| 菲律賓         | HBO                                        |
| 波蘭           | HBO                                        |
| 葡萄牙         | Syfy                                       |
| 波多黎各       | HBO                                        |
| 羅馬尼亞       | HBO                                        |
| 俄羅斯         | Fox Life, Ren-TV                           |
| 塞爾維亞       | HBO                                        |
| 新加坡         | HBO Asia                                   |
| 斯洛伐克       | HBO                                        |
| 斯洛維尼亞     | HBO                                        |
| 南非           | M-Net                                      |
| 斯里蘭卡       | HBO Asia                                   |
| 西班牙         | Canal+, Antena 3                           |
| 瑞典           | HBO Nordic, C More, SVT1                   |
| 瑞士           | TNT Serie, Radio Télévision Suisse         |
| 泰國           | HBO Asia                                   |
| 臺灣           | HBO                                        |
| 千里達及托巴哥 | HBO                                        |
| 土耳其         | CNBC-e, e2                                 |
| 乌克兰         | TET                                        |
| 英国           | Sky Atlantic, Sky1, Pick TV                |
| 美国           | HBO                                        |
| 乌拉圭         | HBO                                        |
| 委內瑞拉       | HBO                                        |
| 越南           | HBO Asia                                   |
| 辛巴威         | M-Net                                      |
| 尚比亞         | M-Net                                      |

### IMAX影院
從2015年1月23日開始，《權力遊戲》第四季的最後兩集在美國205個IMAX影院上映；它是首部以這種方式顯示的電視連續劇。該劇於開畫當天的票房收入為$686,000美元，並於開畫周末期間賺得$1,500,000美元；一周的發行總收入為$1,896,092美元。

### 家庭影院
2012年3月6日，《權力遊戲》第一季的十集以DVD和藍光光碟套裝的形式發行。該套裝包括額外的背景和幕後的素材，但沒有刪剪場景，因為這幾乎使用了第一季的所有鏡頭。該套裝在發行後的第一周售出了350,000張，這是HBO系列有史以來最大的首周DVD銷量，該系列創下了HBO系列數碼下載的銷售記錄。2012年11月，該劇發行了收藏版套裝，結合了第一季的DVD和藍光版本以及第二季的第一集。套裝中包括了一個龍蛋形狀的紙鎮。
2013年2月19日，第二季的DVD和藍光光碟及數碼下載開始推出。套裝的首日銷量打破了HBO的記錄，售出了241,000盒套裝，並下載了355,000集。第三季跟美國首映同時進行，可在澳洲ITunes Store以數碼下載的方式購買，並於2014年2月18日在區域號碼1中以DVD和Blu-ray發行。第四季於2015年2月17日以DVD和藍光光碟發行，而第五季於2016年3月15日發行。第六季的DVD和藍光光碟於2016年11月15日發行。2017年12月12日，第七季發行了DVD和藍光光碟。從2016年開始，HBO開始發行包括杜比真高清7.1環迴立體聲及杜比全景聲的音頻選項。在2018年，第一季以4K解像度高清的超高清藍光光碟發行。

### 版權侵害
《權力遊戲》被廣泛盜版，主要是在美國以外的地方。根據文件共享新聞網站《洪流怪物》的說法，《權力遊戲》是2012年至2019年最多盜版的電視連續劇（2018年除外，當時沒有播出新劇集）。在2015年第一季，非法下載量增加至約七百萬集，比2014年增長了45％。2012年，未命名的一集透過公共BitTorrent追蹤器錄得下載量約為4,280,000次，大約等於其廣播觀眾的數量。在澳洲，盜版率也特別高，美國駐澳大利亞大使傑夫·布萊奇於2013年發表聲明，譴責該系列為於澳洲的盜版。
在2015年之前，除了HBO及其關聯公司以外，播映方面出現延遲，以及這些服務的訂閱費用被認為是該系列非法發行的原因。根據《洪流怪物》的說法，《權力遊戲》的訂閱服務在美國的費用為每月最高25美元，在英國每集為26英鎊，並在澳洲每集高達52澳元。
對於「打擊盜版」，HBO在2013年表示打算在美國首映一周內（包括HBO Go）使其內容更加廣泛。在2015年，第五季的同步廣播覆蓋了170個國家和HBO Now用戶。4月11日，該季首映的前一天，第五季首四集的篩選器副本洩漏到檔案分享網站。在洩漏的一天之內，文件被下載了八十萬次以上；在一個星期內，非法下載量已達到三千二百萬次，僅次於第五季首映（戰爭來臨）的盜版次數達一千三百萬次。第五季的結局《母親的慈悲》是史上BitTorrent協議文件共享協議上最多同時共享的文件，擁有超過廿五萬名同時共享者，在八個小時內下載量超過一百五十萬次。至於第六季，HBO並未將篩選器發送給媒體，以防止未經許可的副本傳播和劇透。
一些觀察員，包括系列的導演大衛·彼得拉卡及華納媒體的CEO傑夫·貝克斯說，非法下載並沒有損害該系列的前景；它得益於口碑行銷及社交評論，高盜版率並沒有明顯地導致訂戶流失。根據《Polygon》的說法，HBO對盜版和共享登錄憑據的寬鬆態度構成了高級電視的網絡遊戲免費模式。在2015年的牛津大學辯論社的辯論大賽中，該系列的共同創作者大衛·貝尼奧夫說自己很高興看到人們觀賞該系列；非法下載的劇集有時會讓感興趣的觀眾足以購買一份副本，尤其是在沒有播放《權力遊戲》的國家。共同創作者魏斯對此百感交集，說這個系列製作起來很貴，和「如果不能賺回本錢，那麼它就不再存在了」。然而，他對如此多的人「非常喜歡這個劇集，他們迫不及待地想要把它拿在自己手中」一事感到很高興。2015年，《健力士世界紀錄》把《權力遊戲》命名為最多盜版的電視節目。

## 回響
在首映之前，《權力遊戲》受到一眾粉絲的高度期待，並且已成為關鍵性商業上的成功。根據《衛報》的說法，它成為了電視上的「重頭戲」及「備受關注的節目」。《荷李活報道》於2015年對2,800名演員、製片人、導演和其他行業人士進行的調查顯示，《權力遊戲》列為最喜愛的節目排序第四。

### 文化影響
儘管《權力遊戲》為一些影評不屑一顧，然而它的成功是歸功於奇幻類型作品的流行度增加。根據CNN的報導，在第二季首播前夕，「在這個周末之後，你可能會很難找到不是某種古典奇幻粉絲的人」，它並引用伊恩·波哥斯特的話語，說該系列劇集延續了自2001年彼德·積遜《魔戒電影三部曲》的成功改編趨勢，以及《哈利波特系列電影》將奇幻電影確立為大眾市場類型；它們都是「奇幻類粉絲文化的誘導性毒品」。劇集的成功導致電視台播放許多幻想系列，包括阿瑪遜工作室的《魔戒》。據尼爾·蓋曼的說法，他的《好預兆》及《美國眾神》都被改編成為電視劇，《權力遊戲》確實有助改變電視上對幻想作品的態度，但它主要地讓幻想系列的巨額預算更能被接受。這種類型的成功歸功於作家們在流行文化中對逃避現實的嚮往，經常有女性裸露身體，以及平衡輕鬆愉快和嚴肅話題（例如龍與政治）的技巧，這使它成為享有傳統聲望的頂級戲劇系列。
該系列的受歡迎程度讓《冰與火之歌》小說的銷售（以配對形式再版）有所提高，使它持續成為該類別的暢銷書榜榜首幾個月。根據《每日野獸》的報導，《權力遊戲》是處境喜劇作者的最愛，而該系列在其他電視連續劇中都曾被提及過。在其他幻想系列中，它被認為是增加購買（和遺棄）哈士奇犬及其他類似狼的狗的原因。
流行詞彙中已新增《權力遊戲》的字詞。在第一季中，彼得·貝利甚解釋了當妓女在背景中發生性行為，他的動機（或背景）產生了單詞「性姿勢」，用以提供性愛與裸露的解說。該系列的游牧騎兵—多斯拉其於2012年9月的「全球語言監控器」中，互聯網上使用最多來自電視的單詞表中排名第四。在2012年，媒體使用《權力遊戲》作為激烈衝突和欺騙情況的比喻或比較，例如全國獨立企業聯盟訴西貝利厄斯案、敘利亞內戰，以及薄熙來被中國政府罷免事件。
2019年，唱作歌手泰勒絲告訴《娛樂週刊》，指稱她於2017年的專輯《舉世盛名》中，有幾首歌曲的靈感都是來自《權力遊戲》中的角色和情節。在美國，以「Khaleesi」為女嬰的名字變得越來越流行。在小說和電視劇中，「khaleesi」並非名字，而是丹妮莉絲·坦格利安持有的多斯拉其語中可汗（軍閥）妻子的頭銜。
《權力遊戲》也已成為科學探究的主題。2016年，研究人員發表了一篇論文，分析了於第四季期間，在網絡公共話語中與展開的故事情節相關的情緒情感。該分析據稱能夠將有關故事情節的討論與媒體評論或對特定演員的表現的評估區分開。2018年，澳洲科學家進行生存分析，並研究了《權力遊戲》的首七季中，330個重要角色的死亡率。2019年，國際紅十字會的澳洲分會使用國際人權法，以確定何角色在演出首七個季度中，干犯了最多的戰爭罪行。

### 劇評

#### 一般上
| 季度 | 季度 | 評價            | 評價           |
| 季度 | 季度 | 爛番茄          | Metacritic     |
| ---- | ---- | --------------- | -------------- |
|      | 1    | 90%（41個評論） | 80（28個評論） |
|      | 2    | 96%（37個評論） | 90（26個評論） |
|      | 3    | 96%（45個評論） | 91（25個評論） |
|      | 4    | 97%（44個評論） | 94（29個評論） |
|      | 5    | 93%（51個評論） | 91（29個評論） |
|      | 6    | 94%（35個評論） | 73（9個評論）  |
|      | 7    | 93%（51個評論） | 77（12個評論） |
|      | 8    | 58%（18個評論） | 74（12個評論） |

《權力遊戲》特別是在首七個季度，儘管該系列頻繁使用裸露和暴力鏡頭而遭到批評，然而獲得廣泛好評。其季度曾出現於2011年《華盛頓郵報》、2011年及2012年的《時代雜誌》及2012年的《荷里活報道》出版之年度「最佳」列表，該系列於《爛番茄》的評價為89％。
演員團隊的表現受到讚賞。彼特·丁拉基的「魅力、在道德上模棱兩可和自我意識」。提利昂為自己贏得黃金時段艾美獎及金球獎的獎項，尤其受人關注。《洛杉磯時報》的瑪麗·麥克納馬拉（Mary McNamara）於提利昂成為系列第二季的中心人物之前寫道：「從許多方面來說，《權力遊戲》都屬於丁克拉格。」一些評論家強調了眾女演員和兒童演員們的表現。14歲的梅西·威廉斯在首季以艾莉亞·史塔克的角色出道，並在第二季跟資深演員查理斯·丹士（泰溫·蘭尼斯特）被挑選出來為其角色於第二季演出。斯蒂芬·迪蘭作為斯坦尼斯·巴拉森的表現受到好評，尤其是在第五季中，一位評論家指出：「無論你是否喜歡斯坦尼斯，你都必須承認斯蒂芬·迪蘭於今季表現出色。」
另外,席恩·葛雷喬伊(Theon Greyjoy)飾演者阿爾菲·阿倫(Alfie Allen)的演技，亦受到劇組上下高度讚賞。基特·哈靈頓表示：「席恩是非常難演的角色，我無法比阿爾菲做得更好。阿爾菲完全掌控住他。」蘇菲·特納說：「阿爾菲是個非常認真且對角色傾注所有心血的演員。有時候拍到你的特寫部分，你的對手戲演員只會站在對面敷衍下，我也明白他們不想在這種事情上浪費感情…但阿爾菲每一次都會很認真投入去演，這樣我很感動，甚至好幾次都不自覺的掉眼淚。」丹尼爾·波特曼說:「阿爾菲是個天才。他是我一生中見過的最好的演員之一，他把席恩的轉變過程演釋得非常出色。」導演Alik Sakharov指出:「阿爾菲的臉部表情很棒。眼睛像能說話一樣。他的眼睛告訴你的事遠遠超過了你所看到的。我的意思是，他完全掌控住了。對於一個普通演員來說，尤其是在這樣的遠景中，您會想節省能量，因為觀眾甚至不會注意到你。但阿爾菲卻全力以赴去演。這太棒了。」
值得一提的是，第五季拉姆斯對珊莎施暴一幕中，阿爾菲(席恩)有一個長達20秒的特寫鏡頭。其實一開始導演並沒打算使用特寫鏡頭的(而是打算使用wide shot遠鏡)。因為正式拍攝的時候，阿爾菲的表情反應過於強烈(引用導演的話是:像沒有明天一樣崩潰地抽泣著[breaks down on screen, sobbing like there's no tomorrow.])，導演Jeremy Podeswa看到阿爾菲的表演後，立即決定改用特寫鏡頭。此外,編導傑里米·波德斯瓦、大衛·班紐夫、丹尼爾·威斯、布萊恩·考克曼、阿歷克斯·格雷夫斯，演員琳娜·海蒂、娜塔莉·多莫、伊萬·瑞恩等人都曾公開讚賞阿爾菲·阿倫的演技和對演戲的認真態度。
至於拉姆斯·波頓飾演者伊萬·瑞恩的演技同樣受好評。監製大衛·班紐夫、丹尼爾·威斯表示:「伊萬是個很棒的演員，相信將來他還有很棒的演出機會等著他。他並不是那種典型只能演壞人的演員，事實上我們第一次見到他時，他是來試鏡瓊恩的角色，他的表演可以隨機應變，而這也是他有趣的地方。拉姆斯不只是個呲牙裂嘴的可惡反派，每句台詞從他的口中說出時都讓人驚喜，看他表演感覺很棒，這個角色原來可能會很無聊，不過在他的詮釋下卻非常有趣，他實在演得太壞了，壞到沒藥醫。」導演亞力克·沙克羅夫表示:「伊萬·瑞恩和阿爾菲·阿倫一樣厲害。所以他們的每一場對手戲都很棒。他們兩個有種強烈的化學反應。當他們彼此看著對方時（或者不看對方時），你都會覺得:「啊糟透了！」他倆的表演完完全全牽動觀眾的情緒。 」
第一季的評論者表示，該系列具有很高的生產價值，一個完全實現的世界和引人注目的角色。根據《綜藝》的說法，「對於HBO來說，其網絡上沒有比《權力遊戲》更有利可圖的內容了。僅僅在一個季度之後全由付費有線電視製作，這已經是全球性的現象，幻想片的糾紛是一場回報豐厚的賭博。」第二季也很受歡迎，《娛樂周刊》讚賞其「生動、生氣勃勃的和只是普通有趣」的說故事，並且，根據《荷李活報道》所述，該劇集系列取得「成為最佳劇集系列之一的充分理由」；其嚴肅性使其成為唯一可與《廣告狂人》和《絕命毒師》互相媲美的戲劇。《紐約時報》對該系列發表了褒貶不一的評價，批評其角色的數量、缺乏複雜性和迂迴曲折的情節。
第三季受到評論家的極度好評，《Metacritic》給它91分（滿分為100分），表示「普遍讚譽」。第四季同樣得到讚揚；《Metacritic》根據29條評論給它評分為94／100，再次表示為「普遍讚譽」。第五季也受到評論家的好評，在《Metacritic》上基於29個評論，得分為91／100。第六季的評價儘管不如其前作那麼高，但也得到評論家的稱讚，它在《Metacritic》上基於9個評論，其得分為73分，表示為「總體上好評」。第七季基於12個評論得到77／100的評分，並因其動作戲及重點突出中心人物而受到讚譽，但因其突破性的步伐和情節發展「違背邏輯」而受到批評。《娛樂週刊》的達倫·弗朗希（Darren Franich）給予該系列評為「B級」，表示該系列最終「還可以」，既有「超越瞬間」和「悲慘的階段」，它「被人深愛到足以被每個人為某件事作出批評」。弗朗希把第3季和第4季描述為「無情」，第6季的結局是「殺手一拳兩擊」，而第7和第8季都是「不感興趣的」。

#### 性愛與暴力
儘管劇評人對此劇表示熱烈歡迎，他們中有些人批評該劇所描繪的女性裸體、暴力和性暴力的數量，以及描述這些主題的方式。《大西洋雜誌》稱該系列改編原材料的「決定性弱點」是「傾向於增加性愛和暴力，尤其是性暴力。」馬丁回答說，他認為必須對歷史和人性誠實，而且強姦和性暴力在戰爭中很普遍；如果將它從敘述中省略，那將是虛假的，並破壞了其歷史現實主義的小說主題。HBO表示他們「完全支持丹和大衛對傑出作品的視野和藝術性，我們認為這項作品不言自明。」
系列中的性愛和裸露數量，尤其是在劇情附帶的場景中，許多批評都集中針對系列中的第一季和第二季。飾演斯坦尼斯·巴拉森的斯蒂芬·迪蘭，把該系列的頻繁的露骨場景比擬作為「1970年代的德國色情片」。查莉·珍·安德斯於《io9》中寫道：雖然第一季充滿了輕鬆的「性愛」，而第二季似乎集中於令人討厭的，剝削的和非人性化性愛，然而很少的信息內容。
根據《華盛頓郵報》的安娜·霍姆斯（Anna Holmes）的說法，這些裸露的場景似乎主要是針對挑逗異性戀的男性，一直到該系列仿中世紀設定中的女性所喜愛的巴西蠟，使這些場景與其他觀眾疏遠了。《哈芬登郵報》的莫琳·瑞安（Maureen Ryan）同樣指出，《權力遊戲》主要呈現的是裸體女性而非男性，而且多餘的「隨機乳房」削弱了該系列可能要解決封建社會中，對婦女壓迫而可能產生的任何抱負。《週六夜現場》在草圖中滑稽地模仿這一方面的改編，將該系列描繪為保留一名13歲男孩當顧問，其主要關注點是盡可能顯示最多乳房越好。
在第三季中，看到席恩·葛雷喬伊長期遭受折磨，並最終被閹割，該系列也因其使用酷刑而受到批評。《紐約雜誌》稱該場景為「酷刑色情」。《耶洗別》的馬德琳·戴維斯（Madeleine Davies）表示同意，並說：「《權力遊戲》被指責為酷刑色情片並不少見—結合著毫無意義物化的暴力，有著毫無意義的客體性意象。」根據戴維斯的說法，儘管該劇集的暴力傾向具有敘述性的目的，但席恩於《熊與美少女》一集裡的酷刑實在過分了。
在第四季的第三集《破鐐之人》中的強姦場景，當中傑米·蘭尼斯特強姦親姐姐兼情人瑟曦·蘭尼斯特，引發了該系列針對婦女性暴力描寫的廣泛公眾討論。據《紐約時報》的戴夫·伊茲科夫（Dave Itzkoff）稱，該場景引起了公憤，部分原因是導演阿歷克斯·格雷夫斯評論指，這一場景「最終得到了共識」。伊茲科夫還寫道，劇評人擔心「強姦在電視劇中變得如此普遍，以至於幾乎是背景噪音：一個例行且令人毫不震驚的事」。《影音俱樂部》的索尼亞·薩拉亞（Sonia Saraiya）寫道，該系列選擇刻畫這種性行為，在第一季中的丹妮莉絲·坦格利安與卡爾·德羅戈之間有一個相似之處—兩者在原著小說中都被描述為同意—因為強姦似乎是「剝削有用的東西使人感到驚訝和沮喪」的行為。
第五季的《不屈，不撓，不破》的一集裡，珊莎·史塔克遭拉姆賽·博爾頓強姦了。大部分評論者，包括《名利場》、《沙龍》、《大西洋》和《每日野獸》中的那些劇評人，他們都發現該場景是不必要和藝術上沒有理由的。例如，替《名利場》寫作的喬安娜·羅賓遜（Joanna Robinson），說該場景「削弱了珊莎自前季末段以來一直在增長的所有代言。」相比之下，《紐約郵報》的莎拉·史超域（Sara Stewart）想知道，為何觀眾對經歷過類似或更差處理的許多背景角色和小角色沒有同樣的反感。針對這一情況，流行文化網站《瑪莉·蘇》宣布將停止對該系列的報導，因為其一再使用強姦作為情節的設置，而美國參議員克蕾兒·麥卡斯基說她不會再看該劇了。
在第六、七季中看到丹妮莉絲、珊莎和瑟曦擔任統治職位時，《華盛頓郵報》的艾莉莎·羅森伯格（Alyssa Rosenberg）指出，該系列片段可以被視為「被殘酷對待和強姦的女性獲得權力時，會發生何事復仇幻想的長故事」—就是說，她們的過去使她們變得無能為力，但要輪流作出殘酷的行為，而她們的個人解放不會影響需要保護他人免受痛苦的社會變遷。《時代雜誌》在第七季之前報導指：「即使貝尼奧夫和魏斯並不總是承認這一點，該劇集還是發生了變化。場景在一個或其他妓院中進行闡述，例如已被刪減了的那些。」

#### 採光問題
自該系列第6季以來，在較暗的場景燈光或光線不足一直是批評的焦點。在2016年，《喧囂雜誌》的凱特琳·卡拉格里（Caitlyn Callegari）列舉了31個場景示例，當中包括觀眾從無法分辨角色們的頭髮顏色，以至他們無法看到正在發生事情的燈光問題。一些評論者注意到，這是由具有主要拍攝電影經驗的人們製作的節目有著更廣泛趨勢的一部分，暗示他們「沒有掌握以電視為媒介的細微差別（或缺少）」特別是在電視螢幕上與電影院的大螢幕上觀看場景之間的區別。
在2017年的訪問中，從事該劇集的攝影師羅拔·麥克拉克倫，他解釋指缺乏照明是藝術性選擇：「我們正在努力變得盡量寫實」。在第八季的第三集《漫漫長夜》中，其批評達到了高潮。在短短不到幾分鐘的時間內，觀眾進入到Twitter之類的社交媒體網站，表達他們對於觀看這場戰鬥遇到嚴重困難，並試圖弄清楚究竟發生了甚麼事。

### 粉絲圈
《冰與火之歌》和《權力遊戲》擁有廣泛而活躍的國際粉絲群。《紐約雜誌》於2012年的流行文化中把該系列的粉絲列為最忠實的粉絲，比較Lady Gaga、賈斯汀·比伯、哈利波特和星球大戰的粉絲還要多。其粉絲包括多位政治領袖，如：美國前總統巴拉克·奧巴馬、英國前首相大衛·卡梅倫、澳洲前總理朱莉亞·吉拉德，及荷蘭外交大臣弗兰斯·蒂默曼斯，他在2013年的演講中，引用馬丁小說中的名言來映襯歐洲政治。
英國廣播公司新聞於2013年表示，「粉絲的熱情和奉獻精神」創造了一種跟其他受歡迎電視劇集不同的現象，並在粉絲小說中得以體現出來，以《權力遊戲》為主題的詼諧模仿套路，和父母們會以該系列的角色來為孩子命名；引用的作者將這成功歸功於該系列劇集和小說的史詩規模、豐富細節、道德上的歧義、直言不諱的性事。前一年，「艾莉雅」這個女孩名字的人氣從711位躍升至413位，是美國上升最快的女孩名字。
截至2013年，該系列觀眾中約58％為男性，女性為42％，平均的男性觀眾年齡為41歲。根據SBS廣播集團的市場總監海倫·凱莉（Helen Kellie）所述，《權力遊戲》擁有很高的粉絲參與度；該系列的290萬名粉絲在2012年Facebook在線談論該系列的比例為5.5％，相比HBO的其他幻想系列作品《真愛如血》的1.8％高出了1,000萬名粉絲。Vulture.com引用Westeros.org和WinterIsComing.net（新聞和討論論壇），以及ToweroftheHand.com（其中組織小說的共同閱讀）和Podcastoficeandfire.com分別是專用於電視及小說系列的粉絲專頁，以及《權力遊戲》的Podcast封面。

### 收視
第一季首個於周日晚間播映，平均收視達250萬人次，包括重看以及點播在內的觀眾，每集的觀眾總數為930萬人次。該系列第二季的平均總觀眾人數為1,160萬。第三季的觀眾人數達到1,420萬，使《權力遊戲》成為歷史上觀看人次第二高的HBO系列劇集（僅次於《人在江湖》）。HBO表示，第四季的平均總觀眾人數為1,840萬名觀眾（後來調整至1,860萬名觀眾），超越了《人在江湖》為整體收視第一的電視劇集。
截至第六季結束，每集的平均觀看人數已超過2,500萬，當中接近40%的觀眾於HBO的數碼平台上觀看該劇。2016年，《紐約時報》對Facebook的讚好數量最多的50齣劇集進行了研究，發現到「《權力遊戲》對居於城市的觀眾中比較居於農村的更受歡迎，這可能是唯一一部涉及殭屍題材的電視節目有著類似的觀眾人群分佈。」截至第七季，所有平台上的平均收看人數已增至每集3,280萬。
該系列在英國（2016年所有平台上的平均觀眾超過500萬人次）和澳洲（累計平均受眾為120萬）的收費電視頻道上創下了觀看記錄。
| 季數 | 季數 | 每季集數 | 每季集數 | 每季集數 | 每季集數 | 每季集數 | 每季集數 | 每季集數 | 每季集數 | 每季集數 | 每季集數 | 平均  |
| 季數 | 季數 | 1        | 2        | 3        | 4        | 5        | 6        | 7        | 8        | 9        | 10       | 平均  |
| ---- | ---- | -------- | -------- | -------- | -------- | -------- | -------- | -------- | -------- | -------- | -------- | ----- |
|      | 1    | 2.22     | 2.20     | 2.44     | 2.45     | 2.58     | 2.44     | 2.40     | 2.72     | 2.66     | 3.04     | 2.52  |
|      | 2    | 3.86     | 3.76     | 3.77     | 3.65     | 3.90     | 3.88     | 3.69     | 3.86     | 3.38     | 4.20     | 3.80  |
|      | 3    | 4.37     | 4.27     | 4.72     | 4.87     | 5.35     | 5.50     | 4.84     | 5.13     | 5.22     | 5.39     | 4.97  |
|      | 4    | 6.64     | 6.31     | 6.59     | 6.95     | 7.16     | 6.40     | 7.20     | 7.17     | 6.95     | 7.09     | 6.84  |
|      | 5    | 8.00     | 6.81     | 6.71     | 6.82     | 6.56     | 6.24     | 5.40     | 7.01     | 7.14     | 8.11     | 6.88  |
|      | 6    | 7.94     | 7.29     | 7.28     | 7.82     | 7.89     | 6.71     | 7.80     | 7.60     | 7.66     | 8.89     | 7.69  |
|      | 7    | 10.11    | 9.27     | 9.25     | 10.17    | 10.72    | 10.24    | 12.07    | –        | –        | –        | 10.26 |
|      | 8    | 11.76    | 10.29    | 12.02    | 11.80    | 12.48    | 13.61    | –        | –        | –        | –        | 11.99 |

### 獎項
自《權力遊戲》系列首播以來，它已經贏得無數獎項，包括58項《黃金時段艾美獎》、《美國演員工會獎》5次及《皮博迪獎》；它保持著贏得最多《艾美獎》劇本獎項記錄的一部電視劇，超越自2004年《費氏話你知》37勝的記錄，並獲得最多戲劇提名達161項。
在2011年，第一季獲得13項艾美獎提名（包括傑出系列劇集），並獲得劇集系列最佳男配角獎（由彼特·丁拉基飾演的提利昂·蘭尼斯特獲得），以及傑出主題設計。其他提名還包括傑出導演（凜冬將至）及傑出劇集系列劇本（貝勒聖堂）。丁拉基還曾在《金球獎》、《衛星獎》及《尖叫獎》中奪得「系列，迷你劇或電視電影最佳男配角獎」。
2012年，第二季從《第64屆黃金時段艾美獎》的11項提名中獲得六個獎項，包括「傑出劇集系列」及「劇集系列最佳男配角（丁拉基）」。
2013年，第三季獲得了16項《艾美獎》提名，當中包括「傑出劇集系列」、「劇集系列最佳男配角（丁拉基）」、「劇集系列最佳女配角（艾美莉·克拉克）」、「劇集系列最佳客串女演員（戴安娜·瑞格）」及傑出作品（《卡斯特梅的雨季》），最終贏得兩項創意藝術艾美獎；同年，《美國編劇工會》把《權力遊戲》列為電視史上第40位「最佳寫作」的電視劇集。
2014年，第四季從《第66屆黃金時段艾美獎》的19項提名，包括「傑出劇集系列」、「劇集系列最佳男配角（丁拉基）」、「劇集系列最佳女配角（蓮娜·赫迪）」、「劇集系列最佳客串女演員（瑞格）」、「傑出導演（長城守望者）」及「傑出作品（萬生之子）」，結果中獲得四個獎項。
2015年，第五季的劇集於一年內贏得最多的《黃金時段艾美獎》，包括「傑出劇集系列」在內24項提名中的12個獎項；其他勝出獎項包括：「劇集系列最佳男配角（丁拉基）」、「傑出導演（聖母憐憫）」和「傑出劇本（聖母憐憫）」，以及八項黃金時段艾美獎創意藝術獎。同年，該劇於《荷李活報道》的「有史以來最佳的電視節目」列表中排名第四；該劇於2016年《帝國雜誌》的「有史以來最好的50齣電視節目」中排名第七位；同年，《滾石雜誌》將其命名為「有史以來最偉大的電視節目」的第12位。2019年，英國《衛報》將其排在21世紀最偉大的100部電視劇集名單第七名。
2016年，第六季得到《第68屆黃金時段艾美獎》的最多提名（23項），它贏得「傑出劇集系列」、「傑出導演（私生子戰役）」、「傑出作品（私生子戰役）」及九項黃金時段艾美獎創意藝術獎。提名包括「劇集系列最佳男配角（丁拉基與傑·夏寧頓）」、「劇集系列最佳女配角（克拉克、海蒂及梅西·威廉斯）、「劇集系列最佳客串男演員（麥斯·馮·西度）」及「傑出導演（門）」。
第七季於2018年的《第70屆黃金時段艾美獎》獲得最多提名（22項），它最終獲得「傑出劇集系列」、「劇集系列最佳男配角（丁拉基）」及七項黃金時段艾美獎創意藝術獎。提名包括「劇集系列最佳女配角（赫迪）」、「劇集系列最佳男配角（尼古拉·高斯達-華竇）」、「劇集系列最佳客串女演員（瑞格）」、「傑出劇本（大衛·貝尼奧夫與D·B·魏斯的《龍與狼》）」及「傑出劇集系列導演（傑里米·波德斯瓦的《龍與狼》和亞倫·泰勒的長城之外。
2019年，最後一季的劇集打破了《紐約重案組》於1994年第46屆黃金時段艾美獎長達25年的記錄，該劇的首季於當年得到了26項的提名，《權力遊戲》創下了32項任何常規系列獲得艾美獎提名的最高紀錄，成為同年獲得最多《艾美獎》提名的新紀錄。這些提名包括「傑出劇集系列」、「傑出系列劇本」，以及10項的演出提名。艾美莉·克拉克與傑·夏寧頓位列主演類別；而阿爾菲·阿倫、彼得·丁拉基、尼古拉·高斯達-華竇、關朵琳·克莉絲蒂、蓮娜·赫迪、蘇菲·特納及梅西·威廉斯都在配角類別；而卡莉絲·范·荷登則在客串演出類別。該系列最終獲得了12個獎項，成為首個贏得該獎的八季劇集系列，並憑其紀錄（以前是在5季中實現）於單一季度中贏得大部分艾美獎。同時，它也追平了最多「最傑出劇集系列」獲勝的紀錄，成為繼《五個一夜情》、《洛城法網》、《白宫群英》及《廣告狂人》後獲得四連勝的第五個劇集系列；不像所有其他記錄保持者在首四個季度都勝出，《權力遊戲》在最尾的四個季度裡創下了紀錄。彼特·丁拉基破紀錄憑該系列連續獲得第四個「劇情類劇集最佳男配角」；他的提名也擴大了他類別的最多提名至8個（每個季度中有一個）。
| 年份 | 頒獎禮                   | 獎項                                      | 得獎者 |
| ---- | ------------------------ | ----------------------------------------- | --- |
| 2011 | 艾美獎                   | 劇情類最佳男配角                          | 《貝勒聖堂》的提利昂·蘭尼斯特（彼特·丁拉基飾） |
| 2011 | 艾美獎                   | 傑出主標題設計                            | 安格斯·沃爾、哈默德·肖卡特（Hameed Shaukat）、柯克·新谷（Kirk Shintani）及 羅拔·馮（Robert Feng） |
| 2011 | 尖叫奖                   | 最佳電視節目                              | 《權力遊戲》 |
| 2011 | 尖叫奖                   | 最佳男配角                                | 彼特·丁拉基 |
| 2011 | 尖叫奖                   | 突破表現—女演員                           | 艾美莉·克拉克 |
| 2011 | 電視評論家協會獎         | 傑出新節目                                | 《權力遊戲》 |
| 2011 | 卫星奖                   | 最佳男配角 — 系列短劇或電視電影           | 彼特·丁拉基 |
| 2011 | 美國演員工會獎           | 電視劇集特技演員傑出表現                  | 《權力遊戲》 |
| 2011 | 第69屆金球獎             | 最佳男配角 – 電視劇集、迷你劇集或電視電影 | 彼特·丁拉基 |
| 2011 | 皮博迪獎                 | 不詳                                      | 《權力遊戲》 |
| 2012 | 電視評論家協會獎         | 年度節目                                  | 《權力遊戲》 |
| 2012 | 美國演員工會獎           | 電視劇集特技演員傑出表現                  | 《權力遊戲》 |
| 2012 | 黃金時段艾美獎創意藝術獎 | 傑出混音（一小時喜劇或劇集系列）          | 《黑水》的馬修·沃特斯（Matthew Waters）、恩納莉·布萊克（Onnalee Blank）、羅南·希爾（Ronan Hill）和 默文·摩亞（Mervyn Moore） |
| 2012 | 黃金時段艾美獎創意藝術獎 | 傑出音效剪接（系列節目）                  | 《黑水》的彼得·布朗（Peter Brown）、姬拉·羅斯勒（Kira Roessler）、添·漢德斯（Tim Hands）、保羅·奧里奇諾（Paul Aulicino）、史提芬·羅賓遜（Stephen P. Robinson）、凡妮莎·拉帕托（Vanessa Lapato）、布雷特·沃斯（Brett Voss）、詹姆斯·莫里亞納（James Moriana）、杰弗裡·威爾霍伊特（Jeffrey Wilhoit）和大衛·克洛茲（David Klotz） |
| 2012 | 黃金時段艾美獎創意藝術獎 | 傑出特殊視覺效果                          | 《瓦拉爾·莫古利斯》的Rainer Gombos, Juri Stanossek, Sven Martin, Steve Kullback, Jan Fiedler, Chris Stenner, Tobias Mannewitz, Thilo Ewers and Adam Chazen |
| 2012 | 黃金時段艾美獎創意藝術獎 | 傑出服裝（系列節目）                      | 《溫特費爾王子》的Michele Clapton, Alexander Fordham 及 Chloe Aubry |
| 2012 | 黃金時段艾美獎創意藝術獎 | 傑出單機系列化妝（非義肢類）              | 《舊神與新神》的保羅·恩格爾（Paul Engele）和 梅麗莎·拉克斯蒂恩（Melissa Lackersteen） |
| 2012 | 黃金時段艾美獎創意藝術獎 | 傑出單機系列藝術指導                      | 《骨頭花園》、《哈倫哈爾的幽靈》和《一個沒有榮譽的男人》的傑瑪·傑克遜（Gemma Jackson）、弗蘭克·沃爾什（Frank Walsh）和 蒂娜·鍾斯（Tina Jones）（跟《酒私風雲》並列） |
| 2013 | 英國學術電視獎           | 廣播時報觀眾獎                            | 《權力遊戲》 |
| 2014 | 2014美國電影學會獎       | 年度電視節目獎                            | 《權力遊戲》 |
| 2015 | 艾美獎                   | 剧情类最佳剧集                            | 《權力遊戲》 |
| 2016 | 第22届上海电视节         | 最佳海外电视长剧奖                        | 《權力遊戲》 |
| 2016 | 美國演員工會獎           | 剧集类-剧情类最佳群戏                     | 《權力遊戲》 |
| 2017 | 美国演员工会奖           | 剧情/喜剧类剧集最佳动作群戏               | 《權力遊戲》 |
| 2018 | 艾美奖                   | 最佳剧集                                  | 《權力遊戲》 |
| 2018 | 艾美奖                   | 剧情类最佳男配角                          | 彼特·丁拉基 |

## 其他媒體與產物

### 遊戲
該系列劇集啟發了一些基於電視劇集與小說的遊戲。戰略遊戲《權力遊戲上升》與HBO系列相關，使電視上的角色及設定可供玩家使用。Behaviour Interactive正在開發基於該系列用於移動裝置的免費策略性遊戲。一個《王权》的外傳戰略遊戲—《王权：權力遊戲》，由Nerial開發及Devolver Digital發布，定於2018年10月發布。

### 商品及展覽
HBO已授權許可根據《權力遊戲》製作各種商品，包括遊戲、複製武器和盔甲、珠寶、由Funko製作的大頭娃娃（bobblehead  dolls）、Ommegang啤酒及服裝。高端商品包括價值$10,500美元的雅典手錶，和價值$30,000美元的鐵王座樹脂複製品。在2013年和2014年，該系列的服裝、道具、盔甲和武器於歐洲和美洲的主要城市作巡迴展覽。從2018年開始，帝亞吉歐推出了幾款以《權力遊戲》為主題的威士忌。

### 後續劇
2017年5月，經過數年的關於《權力遊戲》後續系列的諸多猜測後，HBO分別委託麥斯·鮑倫斯坦、珍·古德曼、布萊恩·海格蘭、卡莉·雷和布萊恩·科格曼（Bryan Cogman）以發展五部獨立的《權力遊戲》後續系列；所有編劇將分別單獨跟馬田合作，後者還聯合寫了兩個劇本。
2017年9月，有報導稱《權力遊戲》編劇布萊恩·考克曼將負責開發第五部前傳劇集。D·B·魏斯與大衛·班尼奧夫表示他們將不參與任何衍生劇集的項目，並希望粉絲能夠繼續欣賞該劇的系列。馬丁指所有正在討論的概念都是前傳的，儘管他認為稱之為「後續劇」更貼切，因為它們不是《權力遊戲》傳統意義上的衍生物。他排除了羅伯特的叛亂（羅伯特·巴拉森推翻了丹妮莉絲的父親）作為一個可能的想法，並透露有可能是韋斯特羅斯大陸以外的一些故事。2018年9月，HBO的節目總監凱西·布洛伊斯（Casey Bloys）表示其中一些想法已被完全拋棄，而其他仍保留作未來可能性；馬丁說：「其中至少有兩個是紮實基於《火與血》裡的材料。」2019年4月，編劇布萊恩·考克曼表示他所執筆的項目不會繼續推進；科格曼確認他的前傳不會繼續進行。2019年5月，馬丁表示其中兩個項目仍處於劇本編寫階段，但逐漸接近尾聲。2019年5月，喬治·R·R·馬丁表示其他的兩個項目仍然處於撰寫劇本階段，但是距離成型「越來越近」。

#### 血月
2018年6月8日，HBO委託由珍·古德曼擔任節目統籌及馬丁擔任聯合創作人，以進行《權力遊戲》前傳系列的試播。前傳故事發生於《英雄時代》中，那是《權力遊戲》中事件大約10,000年開始的時期。那個時期值得注意的事件，包括強大房屋的基礎、異鬼首次降臨維斯特洛大陸的漫漫長夜，及當安達斯人從埃索斯入侵並征服了大部分維斯特洛人時，安達斯人的侵略，馬田建議以《漫漫長夜》作為該系列的標題。S·J·卡森宣布將執導並擔任該試播的執行製片。2018年10月，有消息稱娜奧美·屈絲被任命為女主角，飾演「有魅力並隱藏著黑暗秘密的社交名媛」。一天之後，喬許·懷特豪斯（Josh Whitehouse）確認出演試播集男主角。其他確認演出該系列的常規演員包括：祖殊·懷特豪斯（Josh Whitehouse）、托比·瑞格波、伊凡諾·傑瑞馬亞、喬基·亨莉、娜歐密·阿基、丹妮絲·高夫、占美·金寶·鮑華、席拉·亞汀、亞歷克·斯夏普、美蘭達·理察、喬基·亨莉、馬奎斯·羅德里格茲（Marquis Rodriguez）、約翰·西姆、理查德·麥卡布、約翰·赫弗南和迪克西·艾格里克斯（Dixie Egerickx）。劇集計劃於2019年中期，在北愛爾蘭及多地開機拍攝。2019年5月13日，英國《太陽報》稱該部前傳已在貝爾法斯特開機拍攝。同年6月11日，馬丁在一篇博客中建議用「長夜（The Long Night）」作為這部後續劇集片名，並透露試播集的拍攝地點、演員和導演仍未確定，後來該劇暫定名稱為「血月（Bloodmoon）」。2019年9月，馬田稱試播劇集正在進行後期製作，然而在2019年10月，HBO宣布決定不繼續進行古德曼的前傳系列。

#### 龍族
2019年9月，《Deadline Hollywood》的記者內莉·安德烈耶娃（Nellie Andreeva）報導指，馬田與賴恩·康達爾（Ryan Condal）撰寫的第二部前傳「追踪著坦格利安家族的沒落開始」，這幾乎已經接近HBO的試播，由於它是基於2017年科格曼的想法，故此該項目不算是原始的第六個劇本。這部名為《龍族》的前傳於2019年10月29日直接被選為系列作品。這部10集的系列劇集是建基於馬田、文斯·杰拉迪斯（Vince Gerardis）、康達爾和米格爾·薩波奇尼克製作的《火與血》的資料而製作；而後者兩人更成為該劇集的節目主理人。2020年1月，HBO表示該系列劇集計劃於2022年推出，以及寫作過程經已展開。